# Kanał Bydgoski

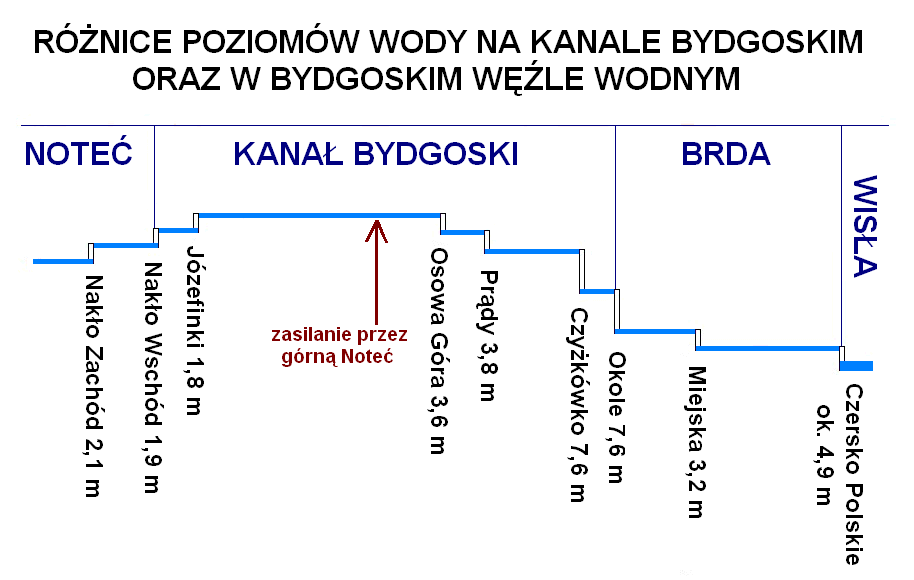
Schemat Kanału Bydgoskiego

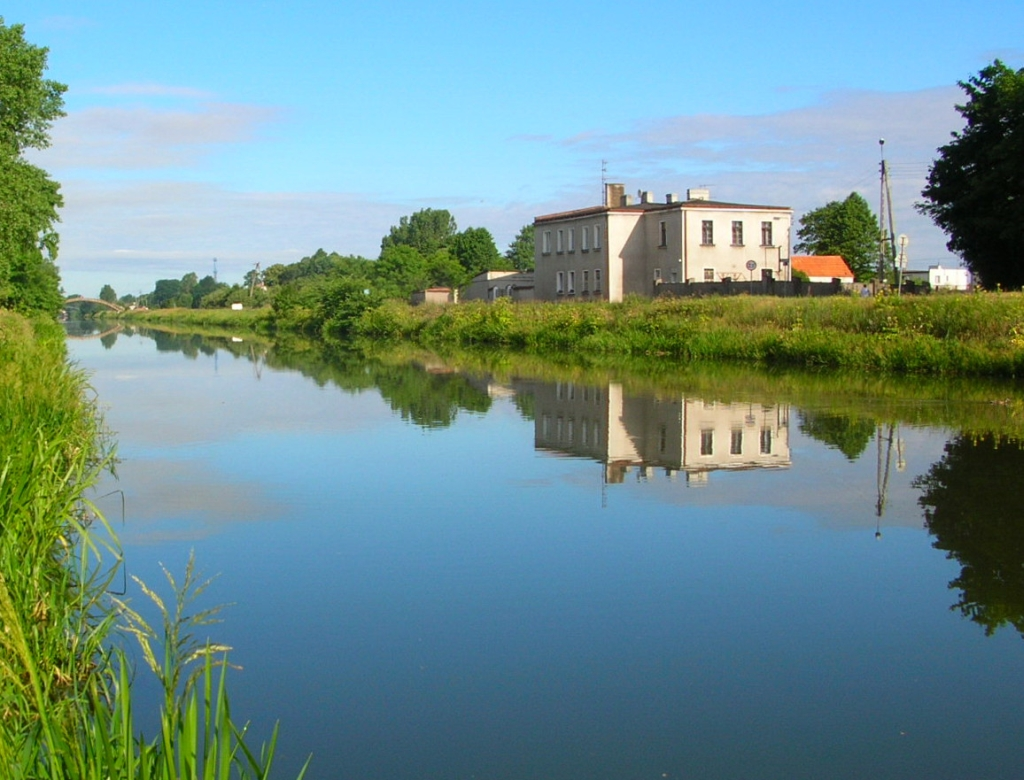
Kanał w Bydgoszczy na Flisach

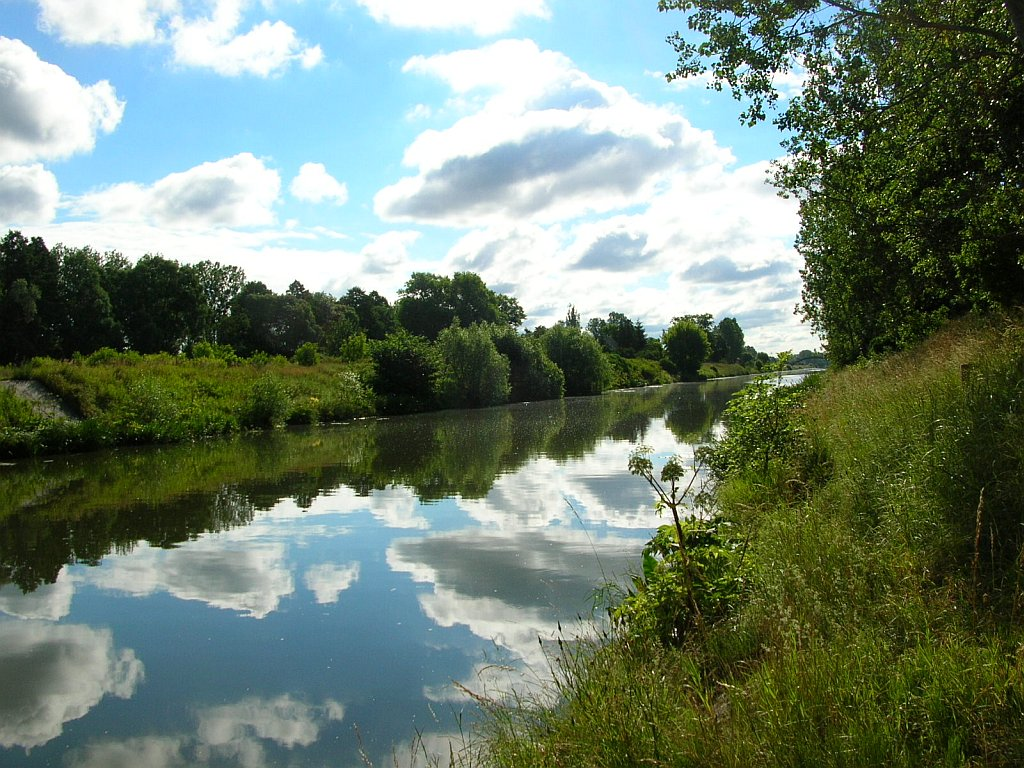
Kanał na zachodnich rubieżach Bydgoszczy

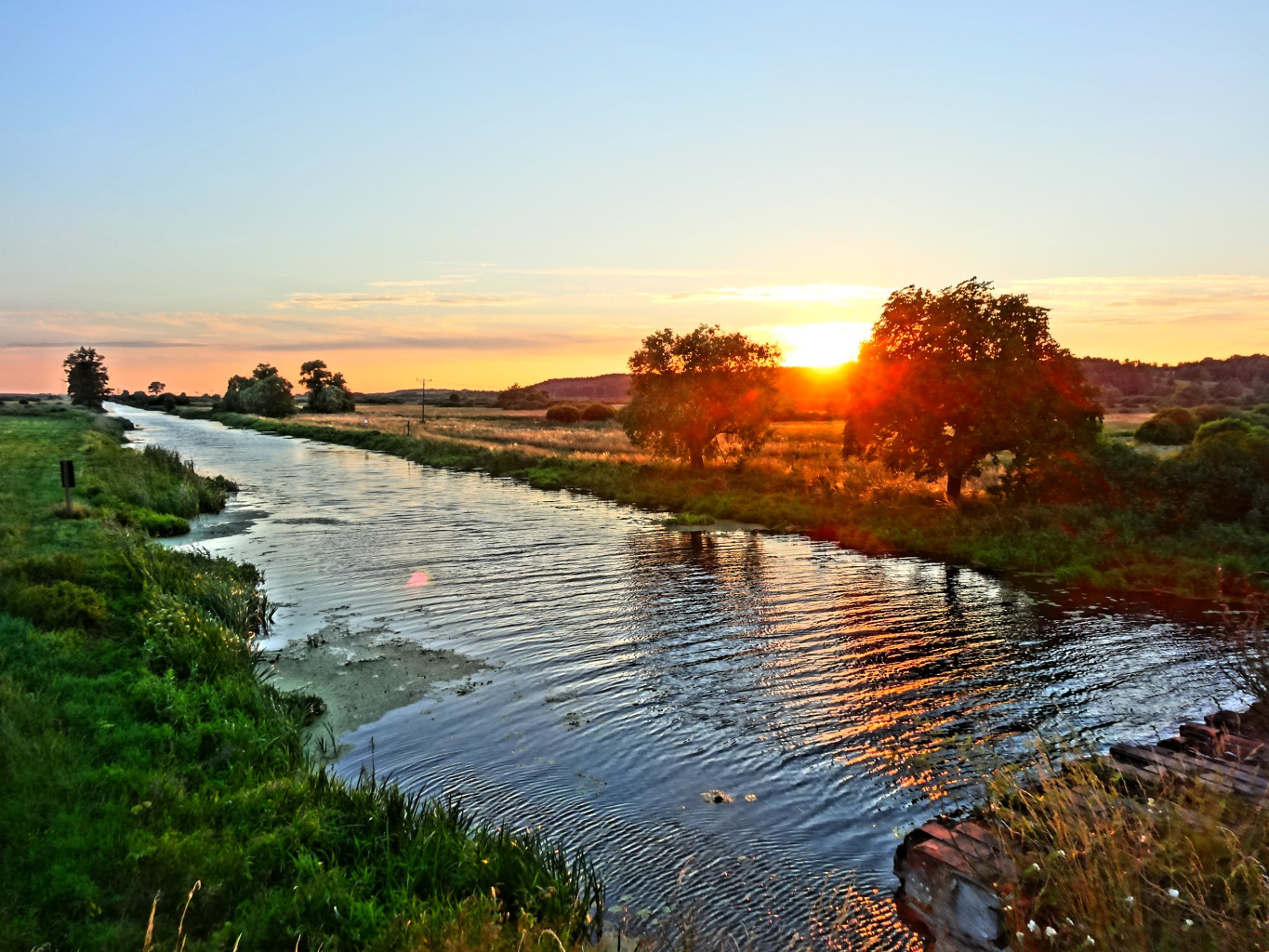
Kanał Bydgoski między Bydgoszczą, a Nakłem

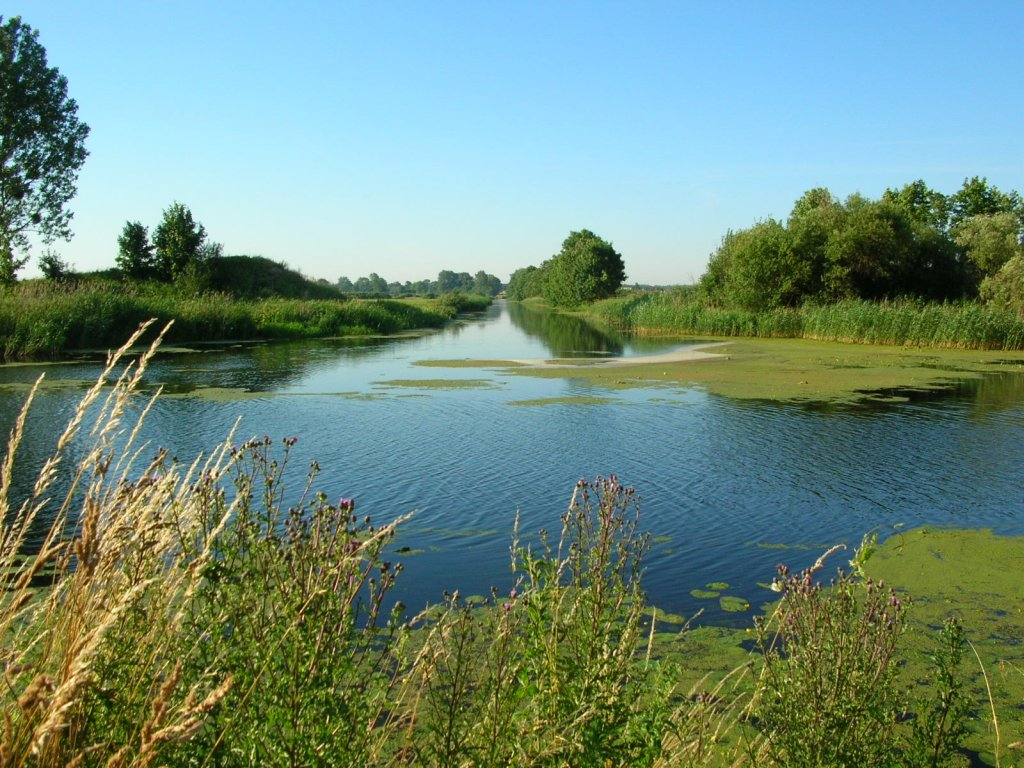
Ujście Kanału Górnonoteckiego

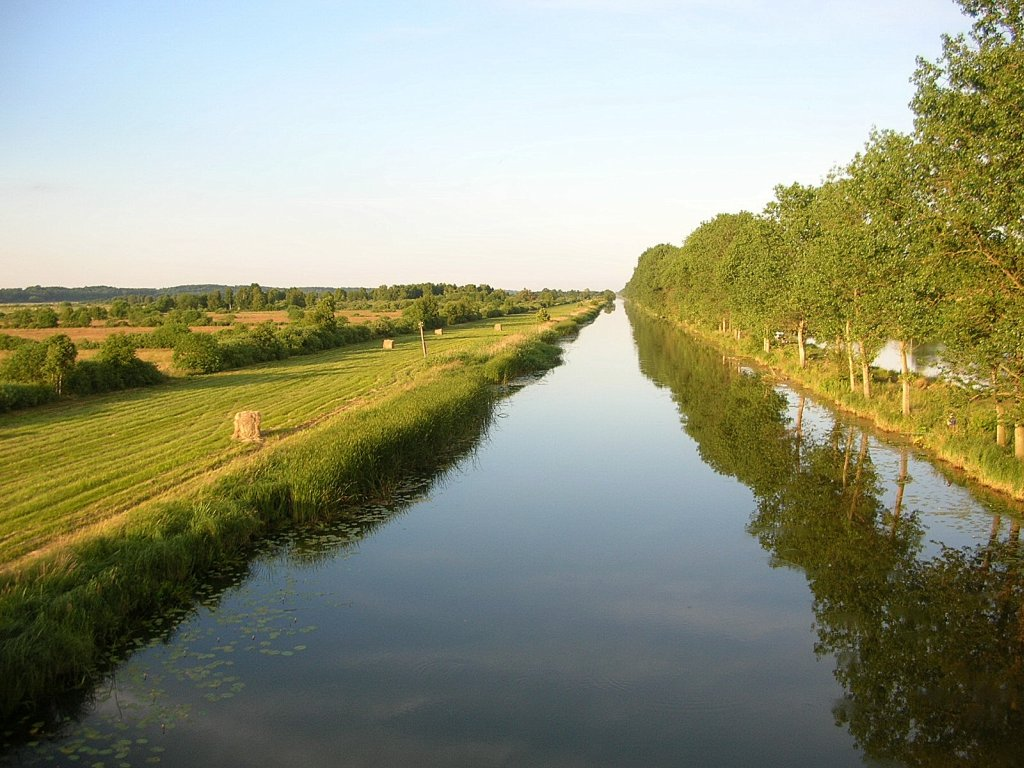
Kanał pod Nakłem

Kanał Bydgoski – sztuczna droga wodna łącząca Wisłę i Odrę poprzez ich dopływy: Brdę od strony Wisły oraz Noteć i Wartę od strony Odry.

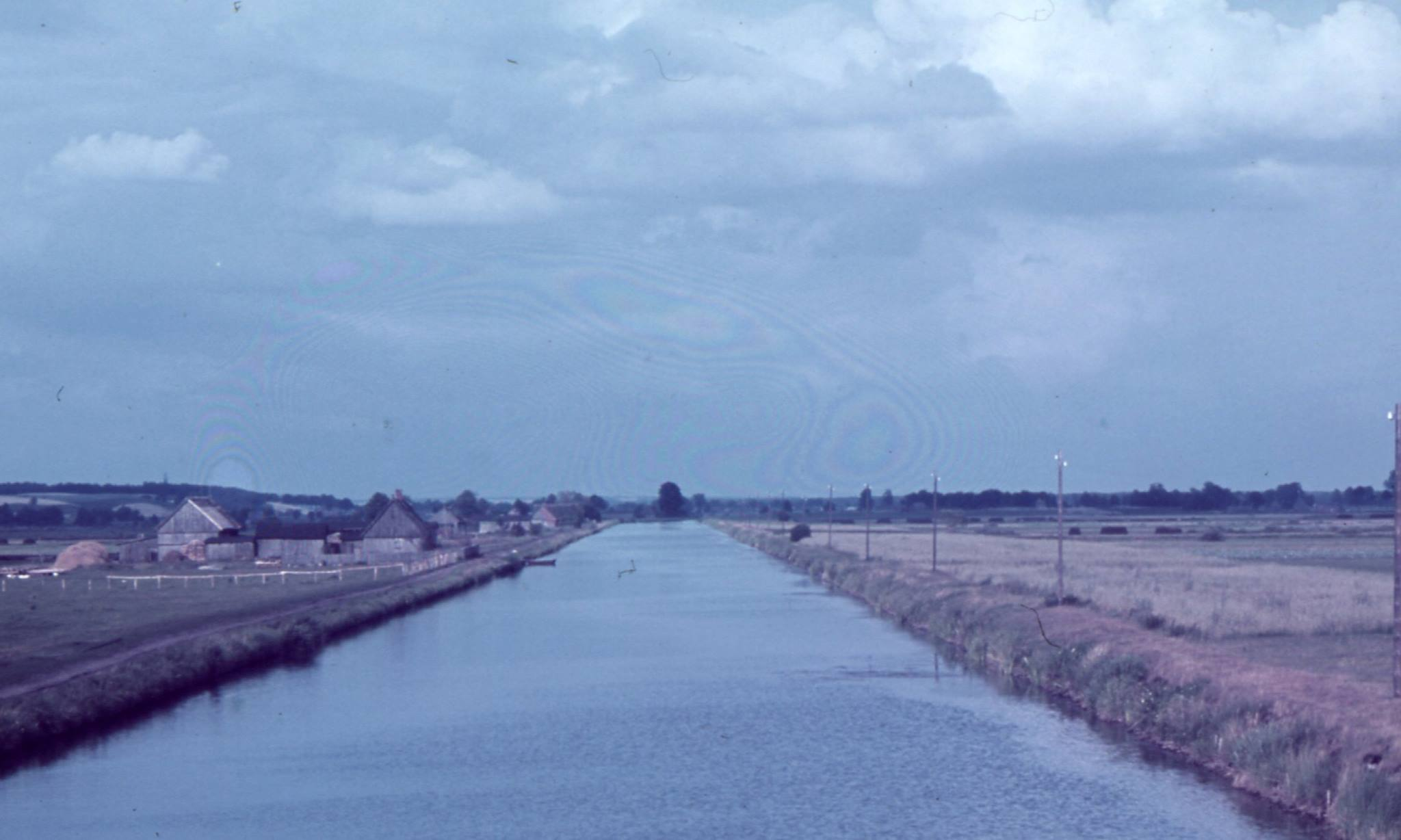
Nieistniejące już gospodarstwa w Pawłówku w 1944 roku.

Kanał Bydgoski, zbudowany w latach 1773–1774, jest najstarszym czynnym do dziś śródlądowym kanałem wodnym na obecnym terytorium Polski. Starsze od niego są wprawdzie: Kanał Dobrzycki z 1334 r. oraz Kanał Jagielloński z 1483, nie mają one jednak obecnie znaczenia w transporcie wodnym. To przykład XVIII-wiecznej myśli technicznej oraz rozwoju techniki na przestrzeni XIX i początku XX wieku. W 2005 został wpisany w całości do rejestru zabytków.
W dwudziestoleciu międzywojennym był uważany za najpiękniejszą i najsprawniejszą drogę wodną II Rzeczypospolitej.

## Położenie
Trasa Kanału Bydgoskiego wiedzie dnem Pradoliny Toruńsko-Eberswaldzkiej, na odcinku zwanym Doliną Kanału Bydgoskiego. Przed wykonaniem kanału była to podmokła, zatorfiona dolina, którą niegdyś płynęły wody Pra-Wisły, do czasu, aż rzeka dokonała przełomu pod Fordonem i skierowała swe wody na północ Doliną Dolnej Wisły. Wówczas (ok. 12 tys. lat temu) na zachód od Bydgoszczy wytworzył się dział wód między dorzeczami Odry i Wisły. W holocenie w słabo odwadnianej pradolinie wytworzyła się warstwa torfów o miąższości do 5 m. Dolina ma szerokość ok. 2 km i jest okolona stromymi krawędziami: od północy zboczem Pojezierza Krajeńskiego i od południa zboczem wyższej terasy IX-X Kotliny Toruńskiej. Wyższe jest zbocze północne, którego wysokość względna wynosi 25–40 m. Jest ono rozcięte siecią parowów oraz dolinek denudacyjnych o długościach do kilku kilometrów. Niższe zbocze południowe ma wysokość ok. 10–15 m. Kanał rozpoczyna się w Bydgoszczy w dzielnicy Okole i płynie przez zachodnią część miasta na odcinku 7 km, a kończy się w Nakle nad Notecią.

## Droga wodna Wisła-Odra
Kanał Bydgoski jest kluczowym elementem drogi wodnej Wisła-Odra (na kilometrażu 14,4 – 38,9, cała droga ma długość 294,3 km), która z kolei jest częścią międzynarodowej drogi wodnej E-70, łączącej Antwerpię (Belgia, wybrzeże Atlantyku) z Kłajpedą (Litwa, wybrzeże Bałtyku). Kanał od swego zarania miał służyć uruchomieniu tej drogi wodnej i dlatego też należy go rozpatrywać w ścisłym nawiązaniu do niej. Co więcej, jego znaczenie jako samodzielnego cieku nie jest duże, a zamierzonego sensu nabiera dopiero jako element spławnej drogi żeglugowej wschód-zachód.
Droga wodna Wisła-Odra rozpoczyna się w Brdyujściu, w Bydgoszczy. Na odcinku 14,5 km pokrywa się z rzeką Brdą, gdzie istnieją dwie śluzy: Czersko Polskie oraz Miejska. Dalszym odcinkiem drogi wodnej jest Kanał Bydgoski, a od Nakła przebiega na Noteci, gdzie wybudowano 14 śluz. Końcowy odcinek żeglugi odbywa się na Warcie aż do ujścia tej rzeki do Odry. Na szlaku znajdują się (od Bydgoszczy do Krzyża km 176,20) 22 śluzy żeglugowe, kilka dużych portów i nabrzeży przeładunkowych oraz przystanie pasażerskie.

## Charakterystyka Kanału
Całkowita długość Kanału Bydgoskiego wynosi 24,77 km, z czego 15,7 km zlokalizowane jest w zlewni Noteci (Odry), a 9,0 km w zlewni Brdy (Wisły). Różnicę poziomów reguluje sześć śluz wodnych. Kanał Bydgoski jest dwustopniowy, jego szczytowe stanowisko zasilane wodami Kanału Górnonoteckiego zamykają śluzy: od wschodu – Osowa Góra, a od zachodu – Józefinki.
Szlak żeglowny oznakowany jest znakami brzegowymi. Szerokość szlaku wynosi od 28 do 30 m. Głębokość wody w kanale wynosi od 1,6 do 2,0 m w zależności od poziomu piętrzenia. Obiekt jest zaliczony do II klasy drogi wodnej, dostępnej dla barek o ładowności 400 t i zanurzeniu 1,5 – 1,6 m. Okres nawigacji występuje od kwietnia do listopada. Odcinki nasypowe Kanału wykonano w postaci obustronnych grobli gliniastych z ubezpieczeniem skarp opaską faszynową. Brzegi przebiegające w wykopie ubezpieczone są płytą potulicką, ścianką palisadową drewnianą i narzutem kamiennym.
Kanał jest zasilany wodą zasadniczo z dwóch źródeł:
- Kanału Górnonoteckiego, prowadzącego wody z Noteci górnej do najwyższej przegrody Kanału; w Dębinku znajduje się wodny węzeł rozrządowy, gdzie na odcinku 600 m poprzez dwie śluzy i trzy jazy następuje podział nurtu wodnego Noteci (w sposób umożliwiający regulację) na dwie odnogi: jedną zasilającą Starą Noteć (nieżeglowną) i drugą poprowadzoną kanałem zasilającym (żeglownym) do Kanału Bydgoskiego;
- niewielkich cieków i potoków w obrębie Bydgoszczy i doliny bydgosko-nakielskiej (m.in. Potok Kruszyński, Struga Młyńska, Struga Prądy).

Nadmiar wody z najwyższej przegrody Kanału przelewa się w dwu kierunkach:
- na wschód w stronę Brdy (dorzecze Wisły), średnio 486 l/s., z tego na śluzie Czyżkówko następuje rozrząd wody w kierunku Kanału Nowego (136 l/s) i Starego(350 l/s)[6];
- na zachód w stronę Noteci (dorzecze Odry), przy śluzie Józefinki przelewa się przez jaz, a następnie płynie strugą zwaną Paramelką i wpada do Noteci.

### Śluzy
Kanał Bydgoski rozpoczyna się w bydgoskiej dzielnicy Okole. Na całej swej długości posiada sześć śluz żeglugownych – komorowych. Wysokości spadów na śluzach wahają się od 1,81 (śluza Józefinki) do 7,58 m (śluzy Okole i Czyżkówko, które posiadają dodatkowo zbiorniki oszczędnościowe).
Cztery śluzy znajdują się na początku szlaku, jeszcze w obrębie Bydgoszczy, gdyż ok. 2 km na zachód od granic tego miasta Kanał osiąga najwyższy poziom 59 m n.p.m. – wododział dorzeczy Wisły i Odry. W związku z tym na dość krótkim odcinku 6 km następuje podniesienie poziomu wody o 22,5 m. Przed laty, gdy Kanał był intensywnie użytkowany ten krótki odcinek nazywano schodami Brdy. Następnie występuje jednostajny odcinek Kanału o długości 16,5 km o najwyższym poziomie wody, który nazywano tredlem. Z Notecią kanał łączy się w Nakle, gdzie istnieją dwie śluzy obniżające poziom wody, łącznie o 3,74 m.
Śluzy zostały wybudowane (Okole, Czyżkówko), bądź przebudowane w latach 1910–1915, kiedy gruntownie zmodernizowano Kanał do tonażu barek 400 ton. Mają one komory o długości 57,4 m i szerokości 9,6 m.
Śluzy na Kanale Bydgoskim:
| Nazwa        | Lokalizacja          | Odcinek drogi wodnej Wisła-Odra | Wysokość podnoszenia [m] | Lata budowy | Obecna forma |
| Okole        | Bydgoszcz Okole      | 14,8 km                         | 7,58                     | 1913–1915   | 1915         |
| Czyżkówko    | Bydgoszcz Flisy      | 16,0 km                         | 7,52                     | 1913–1915   | 1915         |
| Prądy        | Bydgoszcz Prądy      | 20,0 km                         | 3,82                     | 1774        | 1914         |
| Osowa Góra   | Bydgoszcz Osowa Góra | 21,0 km                         | 3,55                     | 1774        | 1914         |
| Józefinki    | Nakło nad Notecią    | 37,2 km                         | 1,83                     | 1774        | 1914         |
| Nakło Wschód | Nakło nad Notecią    | 38,9 km                         | 1,91                     | 1774        | 1914         |

Na wyłączonym z żeglugi odcinku o długości 3 km zwanym Starym Kanałem Bydgoskim, położonym w bydgoskiej dzielnicy Okole, znajdują się kolejne trzy śluzy, które pełnią funkcję jazów oraz zabytków techniki w obrębie plant nad Kanałem Bydgoskim:
Śluzy na Starym Kanale Bydgoskim:
| Nazwa             | Odcinek drogi wodnej Wisła-Odra | Wysokość podnoszenia [m] | Lata budowy | Obecna forma |
| IV Wrocławska     | 13,6 km                         | 2,5                      | 1774        | 1810         |
| V Czarna Droga    | 14,6 km                         | 1,5                      | 1774        | 1807         |
| VI Bronikowskiego | 15,4 km                         | 1,9                      | 1774        | 1810         |

Do 1970 r. na starym Kanale istniały również dwie śluzy: nr II i nr III, rozebrane podczas budowy trasy wschód-zachód w Bydgoszczy.

### Części składowe

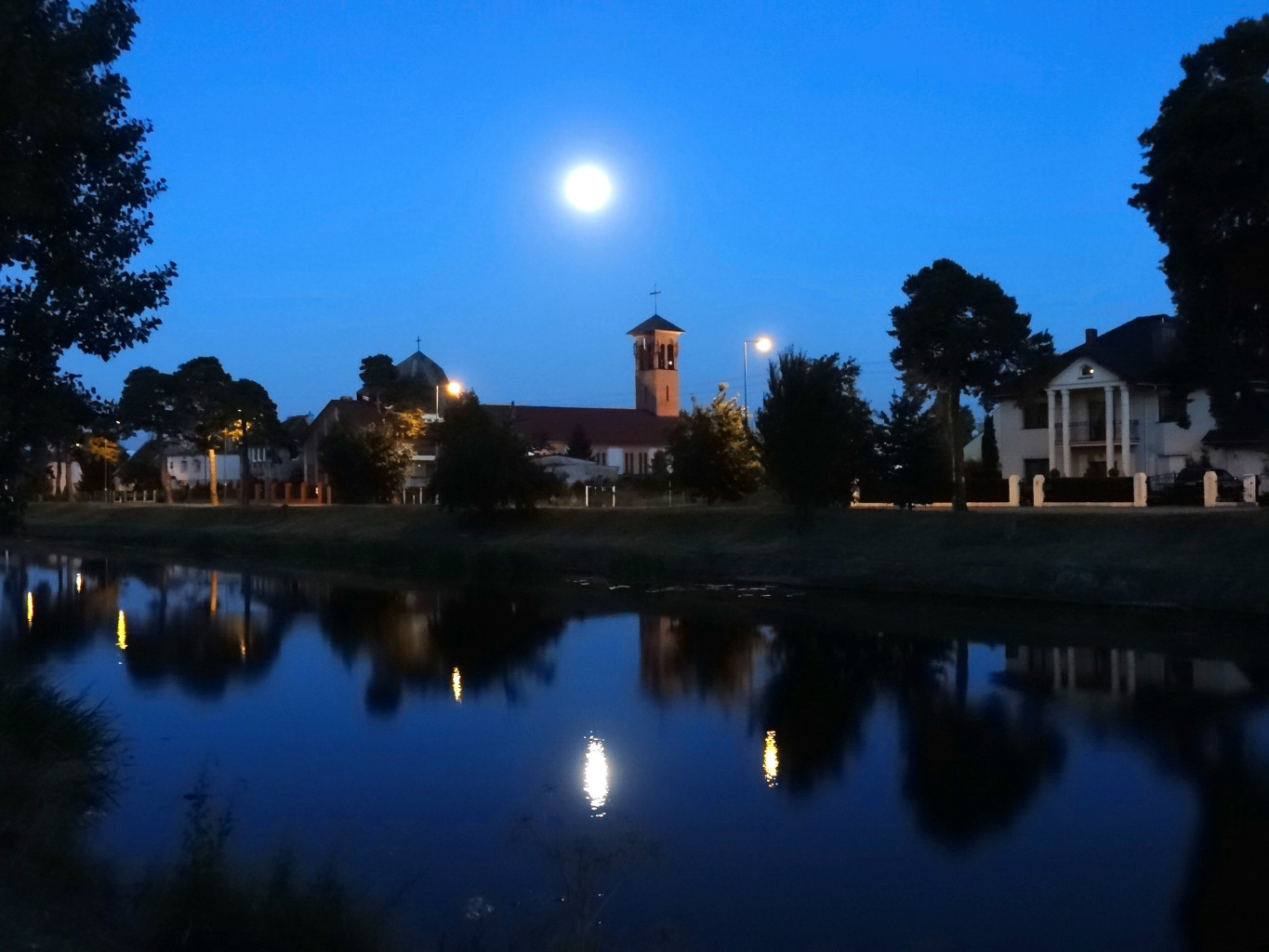
Kanał Bydgoski nocą

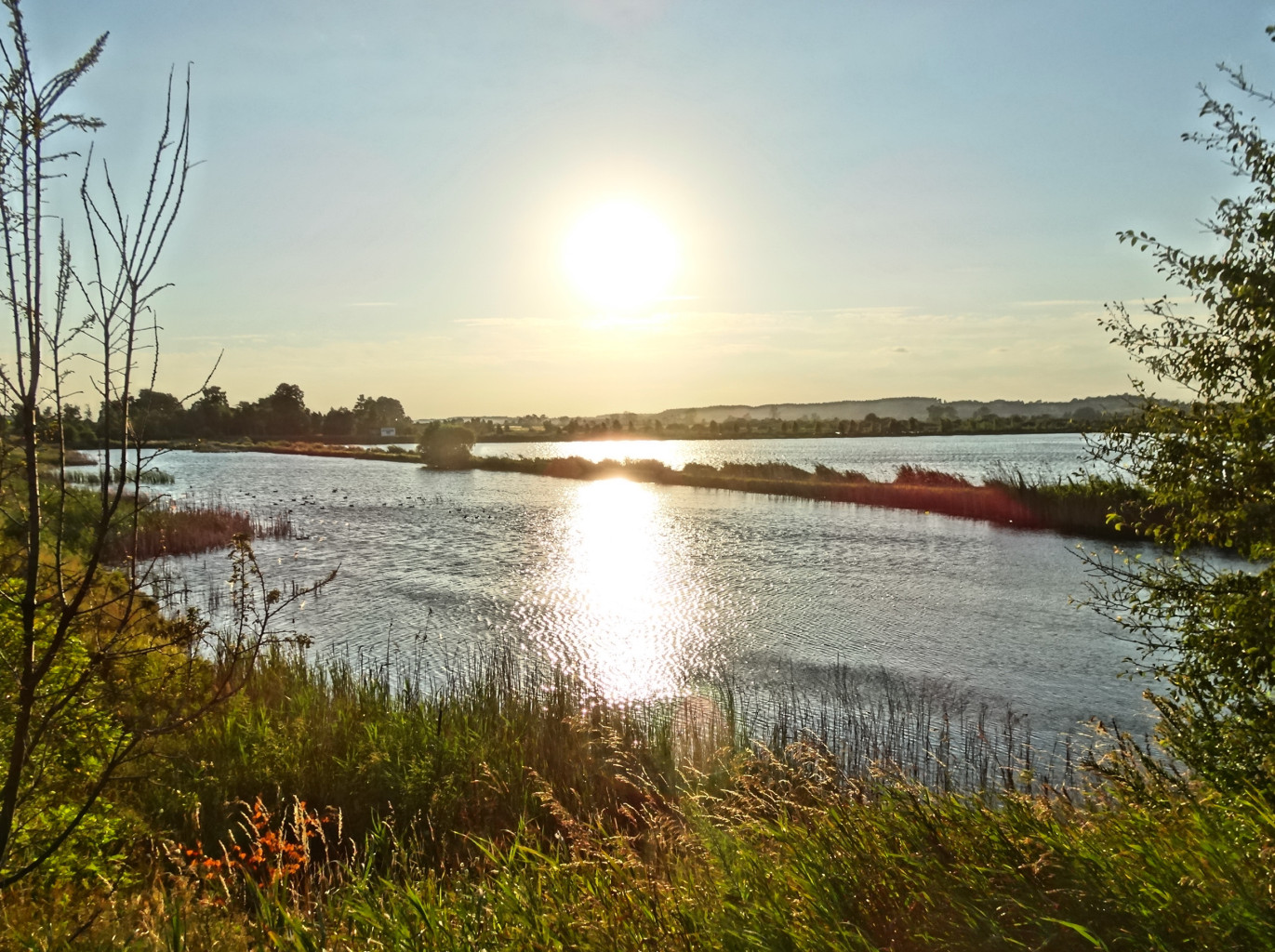
Stawy rybne przy Kanale Bydgoskim w Lisim Ogonie

Kanał Bydgoski oprócz śluz posiada również:
- pięć przegród – odcinków między śluzami o równym poziomie dna, najdłuższa przegroda (w dwudziestoleciu międzywojennym zwana tredlem) o długości 16,5 km występuje w środkowej części Kanału między śluzami Osowa Góra i Józefinki, najkrótsza 0,9 km między śluzami Prądy i Osowa Góra;
- ścieżki holownicze po obu stronach kanału – służyły niegdyś do ręcznego holowania tratw i łodzi;
- jaz do odprowadzania nadmiaru wody z „tredla” na śluzie Józefinki;
- syfon powyżej śluzy Okole, przeprowadzający pod Kanałem wody potoku Flis;
- kanał zasilający, w latach 1878–1882 przebudowany i wykorzystany jako element Kanału Górnonoteckiego – służy do zasilania w wodę szczytowego stanowiska Kanału oraz żeglugi dla mniejszych jednostek. Ma długość 16 km, szerokość min. 16 m i prowadzi wody z górnej Noteci. W Dębinku, na tzw. Bydgoskich Łąkach Nadnoteckich jest zbudowany specjalny jaz zastawiskowy, który rozdziela wody płynące Notecią i skierowuje część z nich dla potrzeb Kanału Bydgoskiego. Kanał ten posiada pięć śluz o wymiarach komór 44,3×5,1 m i spadkach: od 0,92 m (śluza Dębinek) do 2,98 m (śluza Łochowo).

### Stary Kanał Bydgoski
W latach 1910–1915 miała miejsce przebudowa Kanału. Zmieniono wówczas jego bieg, a stara część zyskała nazwę Starego Kanału Bydgoskiego. Obecnie jest on wyłączony z ruchu. Stanowi atrakcję turystyczną miasta, a jego otoczenie jest parkiem (47 ha) zwanym „Plantami nad Kanałem Bydgoskim”.

### Jakość wód
Wody Kanału Bydgoskiego posiadają V klasę czystości. Wartości ponadnormatywne osiągają stężenia wskaźników świadczących o wysokim zasoleniu, jak i postępujących procesach eutrofizacyjnych. Wysokie zasolenie Kanału jest konsekwencją zasilania szczytowego odcinka wodami Kanału Górnonoteckiego, który prowadzi wody z zanieczyszczonej Noteci. Na stan czystości wód Kanału oddziaływają również wody Strugi Młyńskiej, które odbierały oczyszczone ścieki z Białych Błót oraz z Bydgoskich Zakładów Elektromechanicznych „Belma”, osady denne oraz zanieczyszczenia spowodowane spływami z kanalizacji deszczowej.
W latach 2006–2013 5-kilometrowy odcinek Kanału Bydgoskiego wraz z 12-kilometrowym odcinkiem Brdy w ramach projektu „Bydgoski system wodny i kanalizacyjny II” został poddany bagrowaniu (usunięciu osadów dennych).

### Walory przyrodnicze
Dolina, w której płynie Kanał Bydgoski jest fragmentem korytarza ekologicznego o znaczeniu międzynarodowym (European Ecological Network), łączącym Dolinę Wisły z Doliną Odry. Wzdłuż pradoliny odbywa się migracja fauny i flory. W krajobrazie dominują łąki, obfitujące w siedliska stwarzające dobre warunki dla lęgu ptaków. Kanał Bydgoski przepływa przez dwa obszary chronione w sieci Natura 2000:
| Nazwa                                        | Symbol    | Typ | Pow. [ha] | Uwagi |
| Dolina Środkowej Noteci i Kanału Bydgoskiego | PLB300001 | OSO | 32672     | Obejmuje część Pradoliny Noteci-Warty między Ujściem, a Bydgoszczą. Obszar służy ochronie awifauny. W obrębie obszaru znajdują się dwie ostoje ptaków o randze europejskiej: E37 (Stawy Ostrówek i Smogulec) i E38 (Stawy Ślesin i Występ), gdzie do lęgów przystępuje m.in. 20 gatunków zagrożonych w skali całej UE. |
| Dolina Noteci                                | PLH300004 | OZW | 50532     | Obszar obejmuje dno i zbocza Pradoliny Toruńsko-Eberswaldzkiej od Bydgoszczy na wschodzie, po Wieleń na zachodzie. Znajduje się tu szereg siedlisk chronionych, m.in. łęgi, dąbrowy, łąki trzęślicowe. Obszar częściowo pokrywa się z ostoją ptasią o randze europejskiej E-33.                                        |

W obrębie doliny i na jej północnym zboczu znajduje się szereg rezerwatów przyrody:
| Nazwa             | Typ                          | Pow. [ha] | Główny przedmiot ochrony | Data założenia |
| Hedera            | florystyczny                 | 16,9      | Las mieszany z bluszczem pospolitym i wiciokrzewem pomorskim, porastający północne zbocze Pradoliny Toruńsko-Eberswaldzkiej | 2000           |
| Kruszyn           | krajobrazowy, leśny          | 72,7      | zalesione zbocza Pradoliny Noteci, grąd zboczowy                                                                            | 1997           |
| Las Minikowski    | leśny                        | 45,14     | grąd wielogatunkowy na północnym zboczu Pradoliny Toruńsko-Eberswaldzkiej                                                   | 2001           |
| Łąki Ślesińskie   | florystyczny, ornitologiczny | 42,43     | stanowisko reliktowej brzozy niskiej na łąkach nad Kanałem Bydgoskim, bogata awifauna lęgowa i przelotna                    | 1975           |
| Skarpy Ślesińskie | florystyczny                 | 13,8      | reliktowa flora stepowa | 2000           |

## Historia

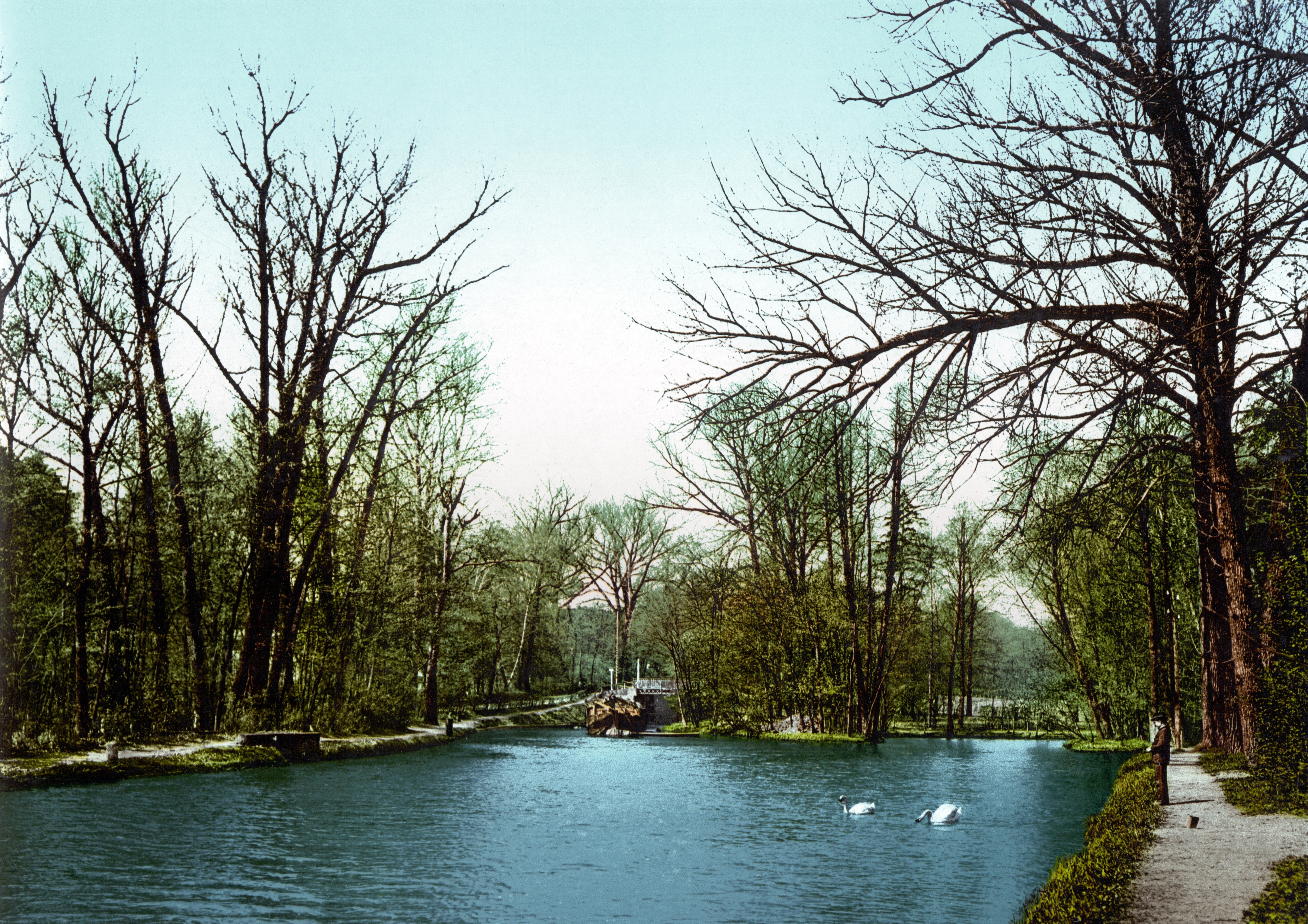
Planty nad Kanałem Bydgoskim na początku XX wieku

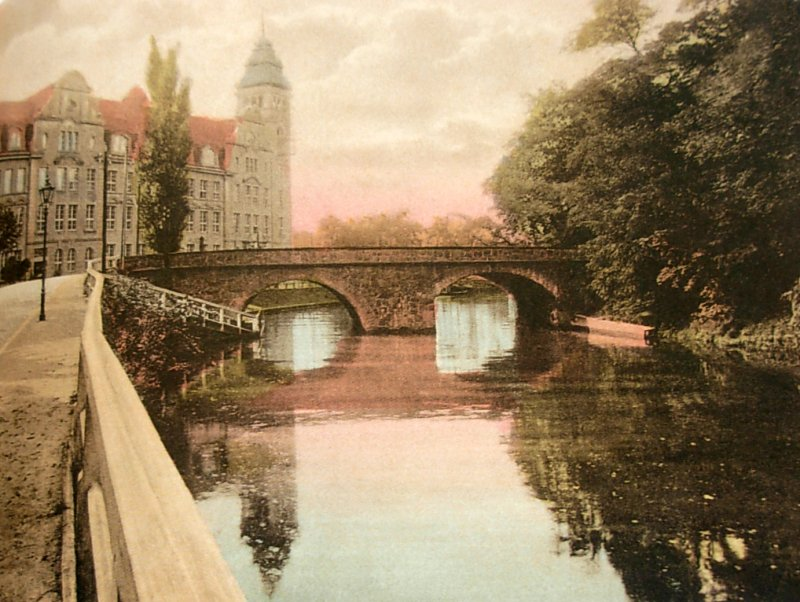
Stary odcinek Kanału w Bydgoszczy (zasypany w 1970) z mostem Władysława IV

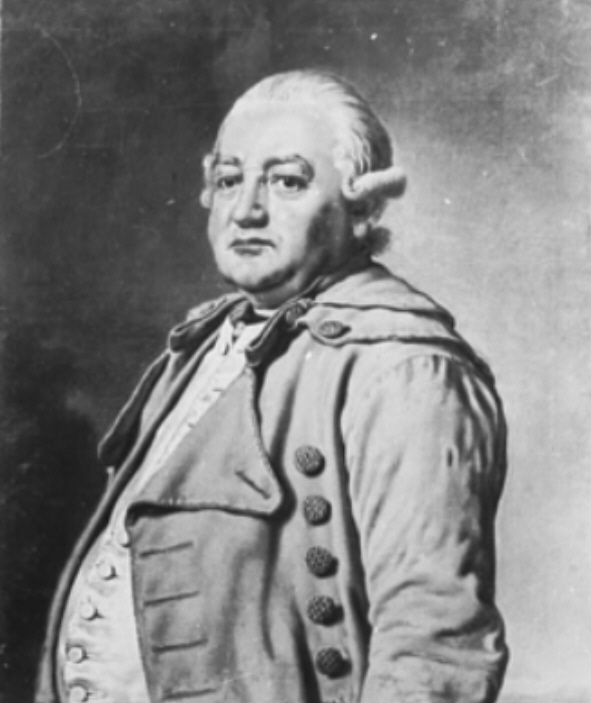
Franz von Brenkenhoff – budowniczy Kanału

Zobacz też: Kanał Bydgoski w historii Bydgoskiego Węzła Wodnego

### Pierwsze koncepcje
Jest rzeczą możliwą, że żegluga między Brdą, a Notecią odbywała się już w bardzo odległej przeszłości lub też stosowano przewłokę łodzi, o czym wspominają stare źródła. Okolice Bydgoszczy, położone na wododziale Wisły i Odry, gdzie Noteć i Brda leżały w odległości zaledwie 11 km, były predestynowane do budowy zwornika obu dorzeczy. Przedsięwzięcie to było restytucją układu hydrograficznego z późnego plejstocenu, kiedy Wisła podążała na zachód ku Morzu Północnemu. Plany te próbowano realizować, gdy tylko pojawiały się odpowiednie możliwości techniczne lub polityczne. Zagadnienia połączenia Noteci z Brdą pojawiły się w XVI wieku podczas rozmów polsko-brandenburskich oraz w latach 30. XVII wieku wysunięte przez króla Władysława IV Wazę.
W XVIII wieku rozpatrywano również inne możliwości połączenia wodnego dorzeczy Wisły i Warty, np. kanału Bzura-Ner. W 1775 Jan Ferdynand Nax przedstawił projekt kanału Luciąża – Widawka, w tym samym roku Sejm rozpatrywał projekt kanału łączącego górne biegi Warty i Pilicy.

### Polski projekt
Połowa XVIII wieku była czasem, kiedy bardzo popularne były idee kanałów wodnych. Pierwsze doświadczenia w tym zakresie posiadali już Francuzi, Anglicy oraz Niemcy, zaś w Polsce pracowano nad Kanałem Ogińskiego i przeprowadzano meliorację, której następstwem był Kanał Królewski. Podobne prace na wschód od Rynarzewa prowadził również właściciel Łabiszyna o nazwisku Małachowski. Ślady wykopów po kanale, który być może miał służyć żegludze były czytelne w terenie jeszcze w 1770 roku.
Jednym z pierwszorzędnych, rozpatrywanych projektów przez otoczenie króla Stanisława Augusta Poniatowskiego był kanał łączący Noteć i Brdę pod Bydgoszczą. Głównymi korzyściami, jaką chciano osiągnąć miał być eksport polskich towarów na zachód Europy, osłabienie monopolu Gdańska, a także eksploatacja lasów, których dotychczas nie wykorzystywano z powodu trudności komunikacyjnych. Przeciwko tej koncepcji wysuwano jedynie zarzuty natury politycznej – obawę, czy przez budowę Kanału Bydgoskiego nie wzrośnie potęga Prus.
9 lipca 1766 na posiedzeniu Komisji Skarbu Koronnego rozpatrywano koncepcję, który przedstawił kpt. artylerii i geograf królewski Franciszek Czaki. Proponował on poprowadzenie Kanału w miejscu, gdzie Noteć najbardziej zbliża się do Bydgoszczy. Kanał miał mieć długość 10,5 km, szerokość 9 m i głębokość 3,5 m. Różnica wysokości 18 m między Brdą, a Notecią miała być zniwelowana przez sześć śluz. Budowę miało przeprowadzić towarzystwo prywatne, które w zamian otrzymałoby prawo pobierania ceł. Decyzję o budowie Kanału miał zatwierdzić Sejm w 1768, ale do jego zwołania nie doszło z powodu wydarzeń politycznych (konfederacja barska, potem I rozbiór Polski). Z perspektywy czasu można uznać, że projekt nie był pozbawiony wad technicznych. Wątpliwości budzą przede wszystkim zbyt małe zasoby wodne lokalnych strumieni i mokradeł, na których oparto zasilanie w wodę.

### Realizacja projektu pruskiego
Pruski projekt Kanału Bydgoskiego powstał w nawiązaniu do sytuacji politycznej, jaka wytworzyła się w przeddzień I rozbioru Polski. Ziemie nad Wisłą, Brdą i Notecią miały przejść pod kuratelę Prus, co spowodowało znaczne zainteresowanie się nimi przez króla Fryderyka II i jego urzędników.
Jako autora pomysłu budowy Kanału podaje się najczęściej: króla Prus Fryderyka II, urzędnika Franza von Brenckenhoffa, drogomistrza Hermana Jaweina lub też ministra spraw zagranicznych Ewalda Friedricha Hertzberga. Najprawdopodobniej autorstwo pomysłu pochodzi od Jaweina, który podczas podróży po ziemiach okupowanych przez Prusy poznał potencjał tutejszego systemu hydrograficznego, m.in. zasoby łąk, jakie można byłoby uzyskać po osuszeniu doliny bydgosko-nakielskiej. Pomysł ten podchwycił w lutym 1772 r. namiestnik Obwodu Nadnoteckiego Franz von Brenkenhoff, który zbadał sytuację na miejscu, a następnie przekonał do koncepcji kanału króla Prus Fryderyka II. Poprzez budowę Kanału Prusacy chcieli uzyskać kilka celów naraz: stworzyć alternatywę dla handlu gdańskiego, usprawnić transport i komunikację Brandenburgii z nowo pozyskanymi ziemiami, zmeliorować dolinę nakielską, skolonizować tereny nad Brdą i Notecią.
Projekt Kanału powstał wiosną 1772. Uwzględniał on klasyczne rozwiązanie: poprowadzenie cieku dnem pradoliny. Początkowo zakładano, że do jego zasilania wystarczy woda pochodząca z jeziora Ślesińskiego (dzisiaj Stawy Kardynalskie w rejonie Ślesina koło Nakła), z potoków spływających z Pojezierza Krajeńskiego i drenażu moczarów. Po dokładniejszych badaniach okazało się jednak, że ilość wody nie będzie ani wystarczająca, ani regularnie dostarczana. W tej sytuacji postanowiono wykorzystać wody górnej Noteci, prowadząc je specjalnym przekopem od Rynarzewa do Lisiego Ogona. Oparcie zasilania Kanału Bydgoskiego na Noteci spowodowało jego zlokalizowanie bardziej na południe, niż pierwotnie planowano.
Roboty rozpoczęto wiosną 1773. Na miejsce sprowadzono 8 tysięcy robotników z Meklemburgii, Turyngii, Saksonii, Dessau oraz Czech. Po roku prac wszystkie śluzy były już gotowe. Oficjalne otwarcie kanału miało miejsce 14 czerwca 1774, ruch zapoczątkowano we wrześniu 1774, ale do 1775 prowadzono jeszcze prace przy umacnianiu śluz i pogłębianiu. Długość nowej drogi wodnej wynosiła 26,7 km. Razem zbudowano 10 drewnianych śluz: 9 w Bydgoszczy i 1 w Nakle. Równocześnie z budową Kanału Bydgoskiego ukończono budowę Kanału Zasilającego o długości 16 km, który poprowadzono przekopem od Noteci koło Rynarzewa do Kanału Bydgoskiego na wysokości miejscowości Kruszyniec.
Spośród robotników 2 tys. umarło na febrę i czerwonkę, zaś pozostałym nakazano osiedlić się w trzech koloniach wzdłuż kanału. Nowa droga wodna umożliwiała transport śródlądowy do Szczecina z Wisły, Bugu, Sanu i Narwi z pominięciem Bałtyku.
Kanał był najstarszą sztuczną drogą wodną, której budowę ukończono na ziemiach polskich (nie licząc Kanału Jagiellońskiego), nazywaną przez współczesnych „cudownym dziełem czasu”. Wyprzedził on podobne przedsięwzięcia w Rzeczypospolitej: Kanał Królewski Wisła-Dniepr przez Bug, Muchawiec, Pinę i Prypeć zbudowany w latach 1781–1783 oraz Kanał Ogińskiego Dniepr-Niemen przez połączenie dopływów Prypeci i Niemna zbudowany w latach 1781–1783.

### Pierwszy okres użytkowania 1774-1792

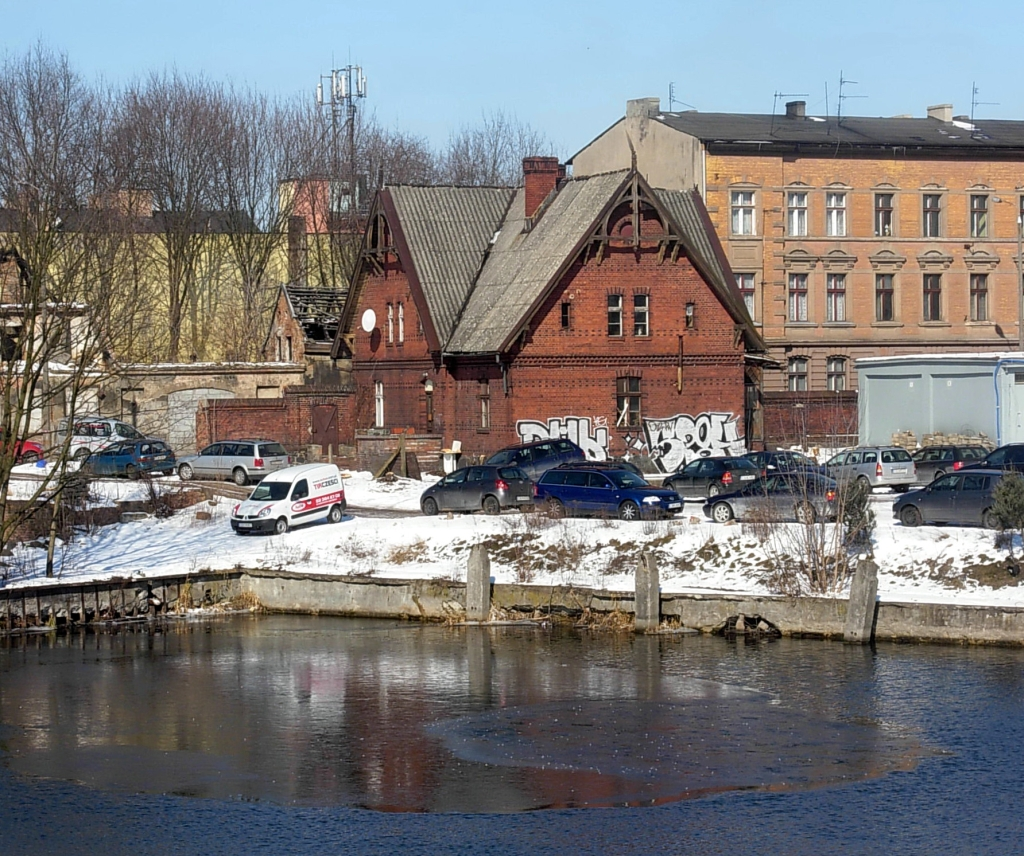
Nieistniejący dom śluzowego przy dawnej śluzie II

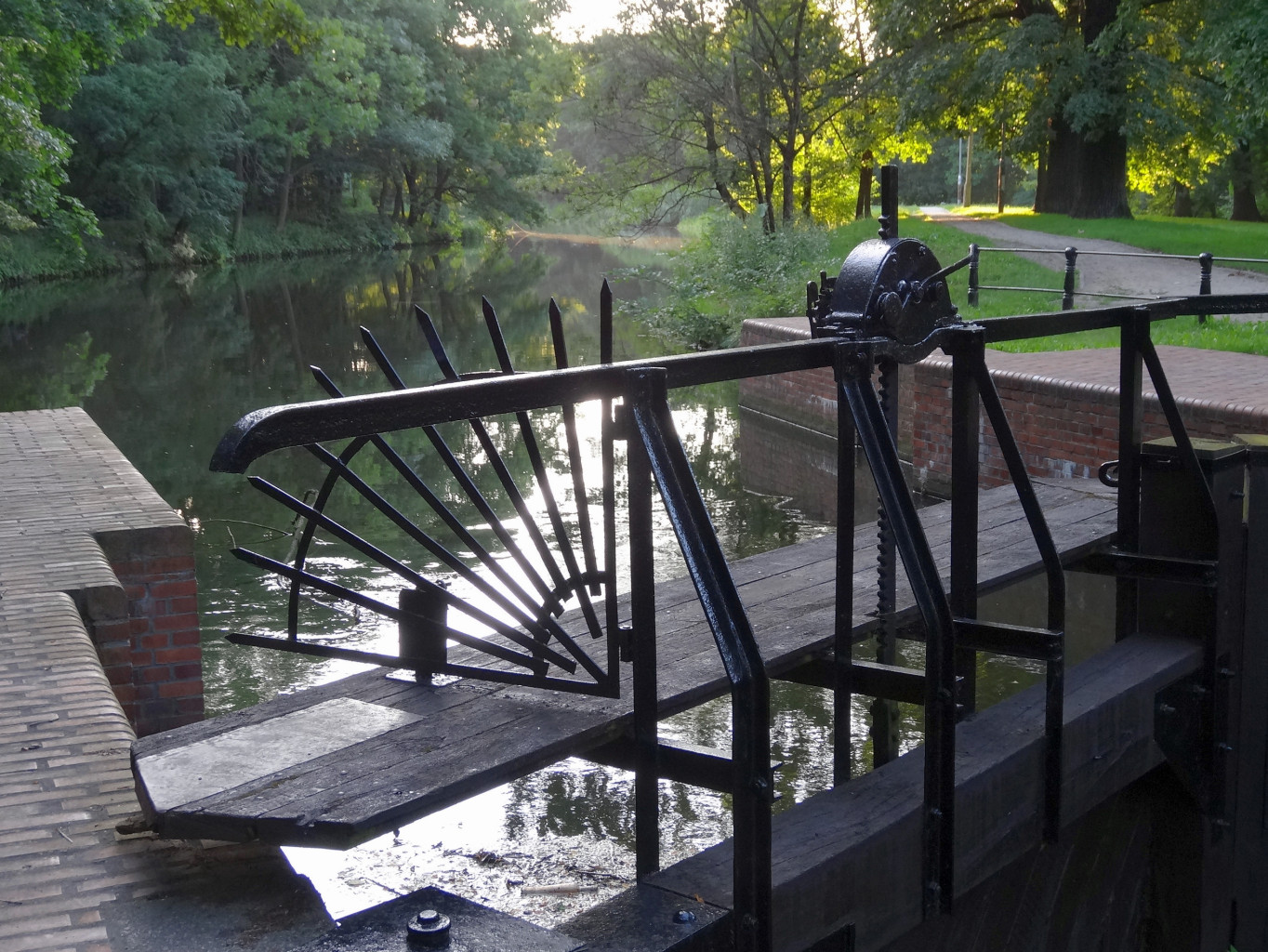
Mechanizmy zamykania wrót na śluzie V

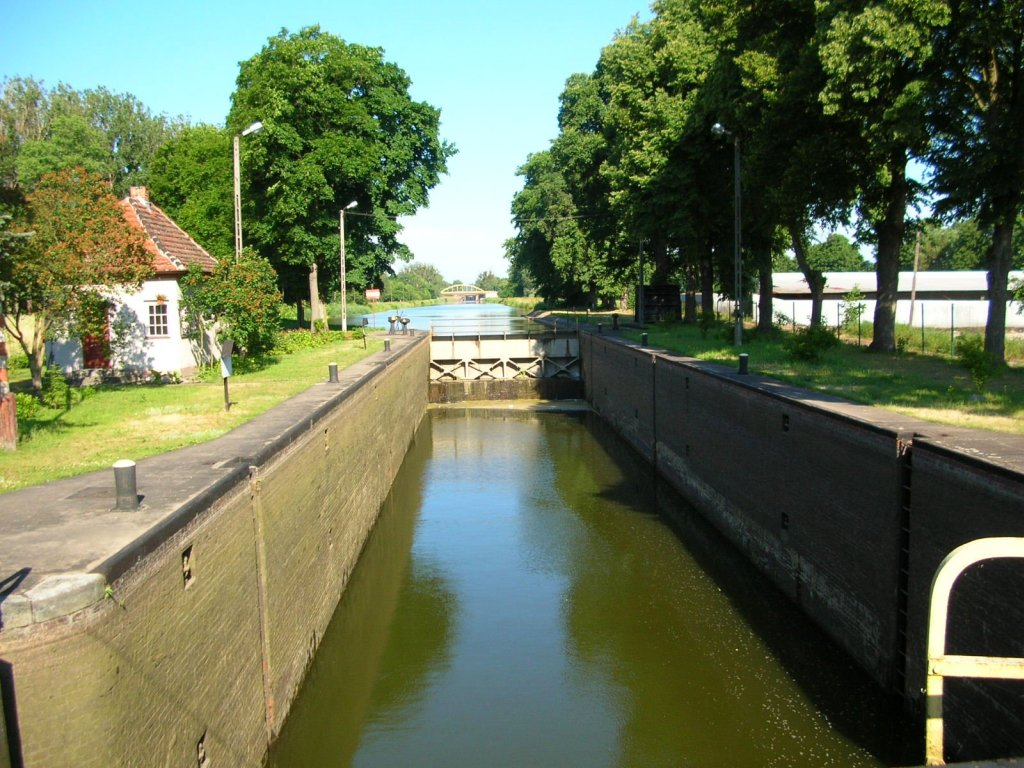
Śluza Prądy przebudowana w połowie XIX wieku

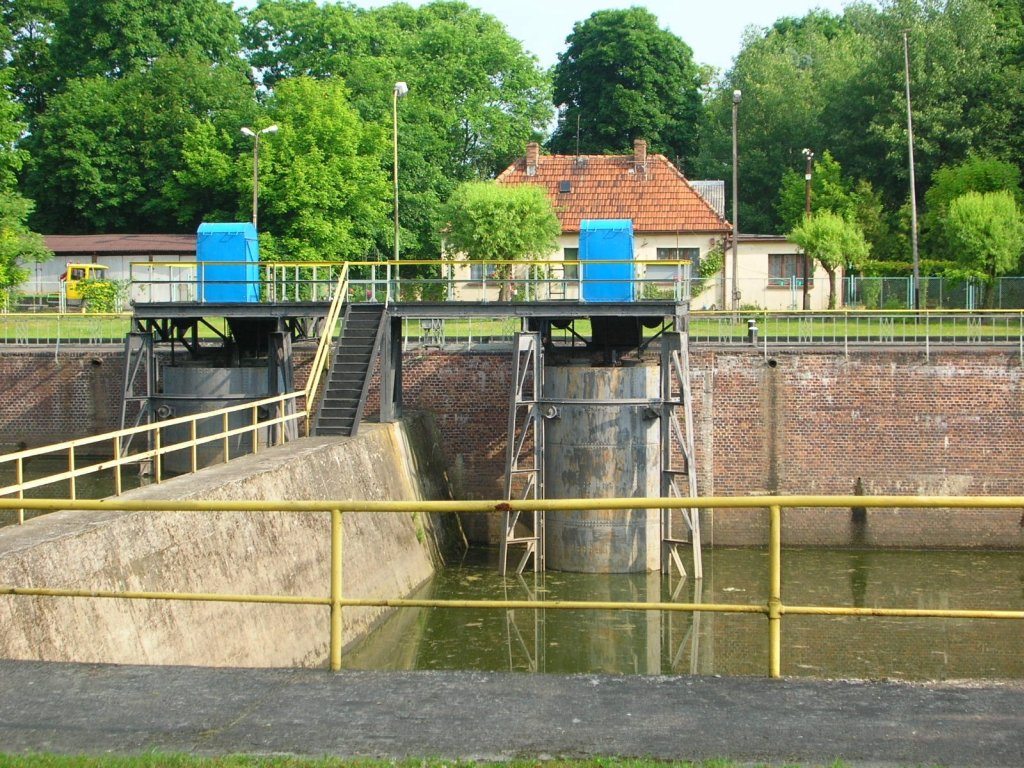
Zbiorniki oszczędnościowe przy śluzie Czyżkówko, zbudowanej w 1914 roku

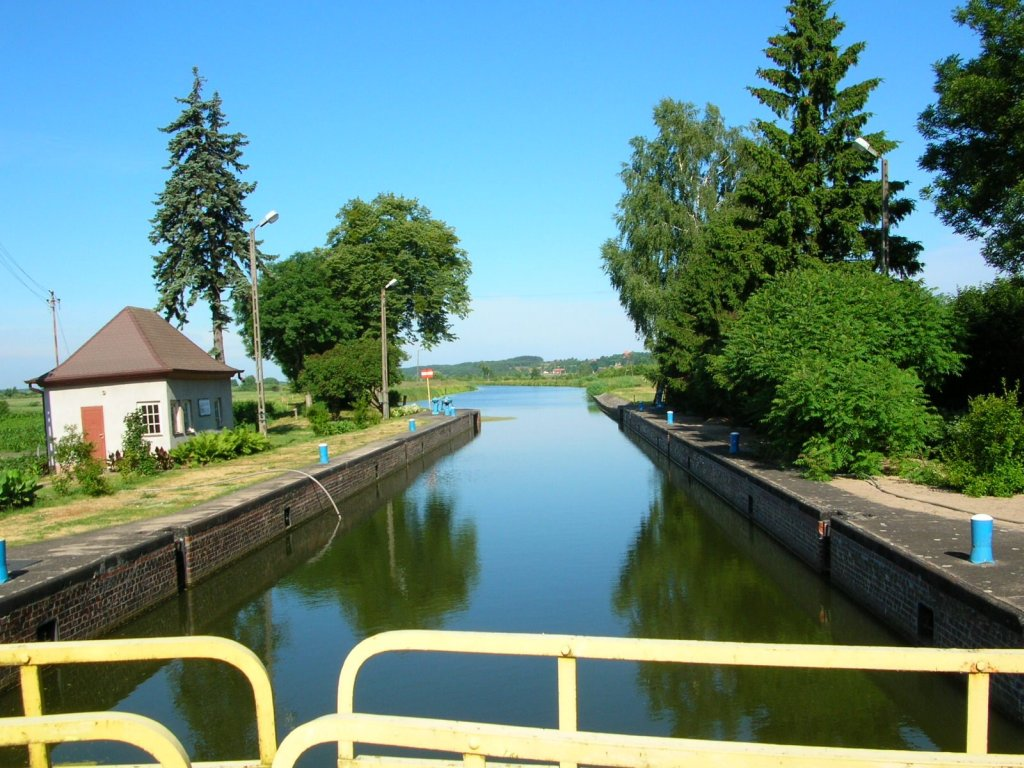
Śluza Osowa Góra w Bydgoszczy

Pierwszy okres użytkowania nieutrwalonego jeszcze w otaczającym środowisku Kanału był trudny. Król Prus nie przeznaczał już funduszy, zaś nagląca była konieczność konserwacji urządzeń, usuwania piasku i roślinności, umacniania brzegów. W 1789–1792 odbudowano zniszczoną przez czas śluzę Miejską W obliczu trudności technicznych, początkowo na Kanale odbywał się umiarkowany ruch. W 1775 przepłynęły ciekiem 222 statki (o ładowności 40 ton) oraz 1151 tratew. W 1786 prześluzowano natomiast 1319 łodzi. W 1792 roku odbył się nieudany transport zboża z Wisły na zachód dla wojska, co zmobilizowało władze pruskie do przekazania funduszy na modernizację kanału.
Istotnym problemem w funkcjonowaniu Kanału od chwili oddania go do użytku była niewystarczająca ilość wody. Na deficyt cierpiał zwłaszcza najwyżej położony odcinek kanału między śluzami Osowa Góra i Józefinki. Niewystarczające okazało się doprowadzenie wód z Kanału Zasilającego. W takiej sytuacji w latach 1793–1794 obniżono lustro Jeziora Ślesińskiego, łącząc je pod Nakłem przekopem do Noteci oraz wydłużono Kanał Zasilający doprowadzając go do Dębinka.

### Pierwsza przebudowa Kanału 1792-1806
Autorem pierwszej gruntowej przebudowy kanału był inspektor robót melioracyjnych i późniejszy długoletni inspektor Kanału Ernst Conrad Peterson. W latach 1795–1801 przebudował on 9 śluz i 3 jazy na budowle murowane. Powstała wtedy od podstaw śluza Nakło Wschód, przez co Kanał został przedłużony o kilometr, natomiast usunięta jedna ze śluz w Bydgoszczy. Wszystkie obiekty miały wymiary komór: 49 × 6,6 m. Spadki w śluzach bydgoskich wynosiły 3,2–3,7 m, a w nakielskich 2 m. Były to pierwsze w Niemczech śluzy zbudowane z cegły palonej, a nie tylko z piaskowca. Peterson założył przy brzegach Kanału (od śluzy I do VI) park, który dzisiaj istnieje pod nazwą Planty nad Kanałem Bydgoskim oraz sprowadził osadników, którzy mieli zagospodarować brzegi Kanału na Osowej Górze. W 1805 odbudował również w formie drewnianej śluzę Miejską. Wzniesione wówczas komory śluzowe posiadały długość 48,9 m, a światło głów 6,6 m. Zachowane oryginalne konstrukcje z tego czasu znajdują się do dziś na starym odcinku Kanału Bydgoskiego (śluza IV, V i VI).

### Okres 1806-1875
Krótkotrwałe włączenie Bydgoszczy do Księstwa Warszawskiego nie spowodowało zmiany na stanowisku inspektora, ani zmian w pracach nad Kanałem. Dokonywano napraw i konserwacji urządzeń cieku wodnego. W Dębinku wybudowano nowy jaz, który kierował wody z Noteci do Kanału Zasilającego i Noteci Środkowej oraz wybudowano nową śluzę Nakło Zachód.
Prace Petersona polegające na budowie masywnych śluz i zadrzewieniu brzegów cieku wodnego były tak skuteczne, że przez dziesiątki lat Kanał spełniał swoje funkcje żeglugowe bez konieczności przeprowadzania gruntownych napraw, poza wymianą co 15–20 lat drewnianych elementów śluz. W latach 1840–1852 wybudowano nowe masywne, granitowo-ceglane śluzy: Prądy i Osowa Góra. Były to pierwsze śluzy większych rozmiarów (komory 51x5m). Do 1861 r. usunięto dotychczasowe 3 jazy na Kanale, które stały się niepotrzebne z powodu ustalenia się dna. W 1841 wybudowano kamienny most nad Kanałem Bydgoskim w centrum miasta zwany później mostem Władysława IV. W latach 1858–1862 żegluga na kanale osiągnęła poziom ok. 4 tys. łodzi rocznie.

### Okres inwestycji 1875-1905
Po 1870 w całej Europie nastąpiło znaczne przyspieszenie zabiegów o żeglowność dróg śródlądowych. Wymogom gospodarczym nie mogła sprostać kolej, a do transportu ładunków masowych nadal za najbardziej opłacalny uważano transport wodny. Nową perspektywę dla przewozów towarów drogami wodnymi przyniosło także zastosowanie silnika parowego do napędu statków. Na Kanale Bydgoskim statki parowe pojawiły się po 1885. Średnio rocznie przewożono wtedy ok. 500 tys. ton towarów.
Ograniczeniem rozwoju transportu wodnego był nadal niedobór wody dla żeglugi, notowany od początku powstania Kanału Bydgoskiego. Poprawa nastąpiła w latach 1878–1882 w wyniku kanalizacji górnej Noteci na odcinku Gopło – Kanał Bydgoski oraz doprowadzenia dodatkowych partii wód Kanałem Górnonoteckim, który stanowił przebudowany dawny Kanał Zasilający.
W 1876 rozpoczęto regulację Brdy w obrębie Bydgoszczy wraz z budową portu drzewnego w Brdyujściu o powierzchni 50 ha. Powstały wtedy dwie śluzy: Brdyujście i Kapuściska oraz dwa jazy iglicowe. Wobec znacznego wzrostu ruchu na drodze wodnej podjęto konieczne prace usprawniające śluzowania, oraz oszczędzające dość szczupłe zasoby wodne Kanału. W latach 1882–1884 przebudowano śluzę Miejską, dając jej oryginalny kształt trapezowy z jedną głową o dwóch wrotach.
Po oddaniu do użytku skanalizowanej dolnej Brdy jesienią 1879 i kanalizacji górnej Noteci, w latach 1878–1882 rozpoczął się czas dużych inwestycji na Kanale Bydgoskim i drodze wodnej Wisła-Odra. W 1887–1889 przebudowano śluzę Nakło Wschód, w 1897 wykonano przekop Brdy na Kapuściskach, w 1903–1905 dokonano powiększenia portu drzewnego poprzez usunięcie jazu i śluzy na Kapuściskach i budowie jazu walcowego w Brdyujściu.

### Druga przebudowa Kanału 1906-1915
W 1904 zatwierdzono w Berlinie projekt budowy Kanału Centralnego, który miał połączyć Ren z Odrą i Wisłą. W ten sposób miała powstać droga wodna ze wschodu na zachód Cesarstwa Niemieckiego, dostępna dla dużych statków. Elementem tego projektu była przebudowa drogi wodnej Odra-Wisła i Kanału Bydgoskiego, by mogły po nich pływać barki o tonażu do 400 ton. 1 kwietnia 1905 przyjęto w związku z tym specjalną ustawę o drogach wodnych. Impulsem do podjęcia inwestycji miały być pogłoski o tym, że cesarz Rosji ma zamiar wybudować konkurencyjną drogę wodną między Wisłą a Wartą.
W 1906 rozpoczęto prace studialne. Z powodu niemożności zmieszczenia nowych śluz oraz basenu dla barek we wschodnim ujściu Kanału, zdecydowano o przekopaniu nowego 1630-metrowego odcinka Kanału w Bydgoszczy, na Okolu i budowie dwóch nowych, dużych śluz. Prace przeprowadzono w latach 1910–1913. Wzniesiono m.in. nową śluzę Miejską, śluzę Okole i Czyżkówko, jak również nowy most Królowej Jadwigi o zwiększonym prześwicie. Nową drogę wodną oddano do użytku 1 kwietnia 1915. Oprócz nowego przekopu w Bydgoszczy, przebudowano pozostałe śluzy, pogłębiono Kanał i skanalizowano Noteć Środkową przez budowę 7 nowych śluz. Pełnej eksploatacji drogi Odra-Wisła przeszkodziła I wojna światowa, niemniej całość prac hydrotechnicznych lat 1873–1915 spowodowała dwukrotne powiększenie żeglugi na Kanale Bydgoskim.
Stary odcinek Kanału o długości 3,5 km z pięcioma śluzami pozostał jako odcinek rezerwowy. Docelowo miasto zamierzało poszczególne przegrody Kanału przekształcić na stawy rybne, a planty na park i zabytek przyrody.

### Dwudziestolecie międzywojenne XX w. i II wojna światowa
W 1920 Bydgoszcz, Kanał Bydgoski i część drogi wodnej Wisła-Odra znalazła się w granicach II Rzeczypospolitej. Inspektorem Kanału był do 1926 działacz gospodarczy Józef Bronikowski. Wobec przegrodzenia drogi wodnej granicą z Niemcami zmalało znaczenie gospodarcze Kanału. Przewozy roczne były mniejsze, niż w końcu XIX wieku i wyniosły maksymalnie 196 tys. ton towarów w latach 20 XX w. i ok. 100 tys. ton w latach wielkiego kryzysu 1929-1935. Przyczyną zmniejszenia ruchu były wysokie cła na polskie towary dyktowane przez stronę niemiecką. Większa część towarów podobnie jak przed I wojną światową docierała jednak do Niemiec. Na zachód transportowano przede wszystkim drewno, natomiast na wschód ziemiopłody i nawozy sztuczne. W Bydgoszczy działały duże przedsiębiorstwa żeglugowe (m.in. Lloyd Bydgoski), które prowadziły zarówno działalność gospodarczą, jak również przewozy turystyczne. Kanałem prowadzono również tranzyt niemiecki między Rzeszą, a Prusami Wschodnimi (ok. 94 tys. ton w 1938)
W latach 20 XX wieku rozważano projekt budowy kanału łączącego Śląsk z Wisłą w rejonie Bydgoszczy lub Torunia, w celu bardziej ekonomicznego transportu węgla kamiennego, który stał się w owym czasie głównym surowcem eksportowym Polski. W 1925 roku Tadeusz Tillinger opracował projekt kanału Gopło-Wisła o długości 126 kilometrów, który miał łączyć się z Wisłą w Łęgnowie, gdzie w pobliżu stacji kolejowej zaplanowano lokalizację portu śródlądowego.
W 1928 Towarzystwo Propagandy Budowy Dróg i Budowli Wodnych w Polsce promowało projekt zbudowania drogi wodnej z Górnego Śląska do Wisły w okolicach Torunia pod nazwą Kanał Centralny albo Kanał Węglowy. Kanał miał się zaczynać w porcie rzecznym pod Katowicami i biec przez Częstochowę, Radomsko, Piotrków Trybunalski, Łódź, Łęczycę, Koło, Jezioro Pątnowskie i Gopło do Gniewkowa, a następnie wchodzić w Wisłę poniżej Torunia. Łączna długość trasy miała mieć 411 kilometrów i przechodzić przez 39 śluz. W dodatku pomiędzy Częstochową i Łodzią nie było możliwości zbudowania normalnych, wodnych śluz, musiałyby się tam pojawić bardzo wówczas trudne ze względów technicznych śluzy suche, mechaniczne.
Inny projekt przewidywał zbudowanie tzw. kanału lateralnego, długiego na 723 kilometry od portu w Mysłowicach poprzez Kraków do Bydgoszczy wzdłuż lewego brzegu Wisły – oddalonego od rzeki o kilka lub kilkanaście kilometrów, umożliwiającego spokojną i bezpieczną żeglugę barek węglowych. Musiałby on jednak omijać szerokim łukiem miasta położone na lewym brzegu, jak Warszawa, Płock, Włocławek czy Toruń. Projekt przewidywał dodatkowo zbudowanie gigantycznej jak na tamte czasy elektrowni wodnej w Fordonie, w miejscu, w którym wody kanału uchodziłyby do Wisły. Całość projektu oszacowano na ogromną wówczas kwotę 470 mln złotych.
Po wybuchu II wojny światowej we wrześniu 1939 śluza Czyżkówko została uszkodzona przez polskich saperów. W okresie wojny Kanał był intensywnie użytkowany dla transportu towarów masowych, gdyż kolej zarezerwowano dla przewozu materiałów wojennych. Wśród planów władz hitlerowskich znalazł się tzw. kanał obejściowy (węglowy) Bydgoszczy, który miał być poprowadzony od śluzy Osowa Góra, u podnóża północnego zbocza Pradoliny Bydgoskiej i łączyć się z Wisłą na północ od Fordonu.
W wyniku działań wojennych Kanał nie ucierpiał, nie licząc kilku aktów wandalizmu, których dopuścili się żołnierze Armii Czerwonej. Bohaterem pierwszych powojennych miesięcy był kierownik Państwowego Zarządu Wodnego w Bydgoszczy – Stanisław Tychoniewicz, który prowadził batalię o ocalenie Kanału przed skutkami samowoli i rozpasania żołnierzy Armii Czerwonej.

### Okres powojenny
Po II wojnie światowej nie przeprowadzono gruntownej modernizacji urządzeń Kanału Bydgoskiego. W nowej sytuacji geopolitycznej stał się on jednak drugą pod względem gospodarczym (po Kanale Gliwickim) sztuczną drogą wodną w kraju. W latach 1970–1972 z powodu konieczności budowy drogowej arterii komunikacyjnej zasypano ok. 500-metrowy odcinek Starego Kanału, wraz z dwiema śluzami. Funkcja rekreacyjna skróconego Kanału zmalała z powodu zanieczyszczenia wody i zaniedbań w utrzymaniu terenów zielonych.
W 1951 powstało na bazie istniejącej infrastruktury przedsiębiorstwo państwowe Żegluga Bydgoska, które dysponowało portami śródlądowymi położonymi wzdłuż drogi Wisła-Odra: w Bydgoszczy, Ujściu, Krzyżu i Kostrzynie, a także w Poznaniu. Apogeum powojennych przewozów przypadło na lata 70. XX w., po czym od 1980 żegluga towarowa na Kanale i całej drodze Wisła-Odra załamała się.
W okresie powojennym nie przeprowadzono żadnych istotnych inwestycji na Kanale. Jedynie na odcinku Brdy skanalizowanej w 1970 zmodernizowano port Żeglugi Bydgoskiej budując nowe nabrzeże i instalując pięć potężnych dźwigów.
W latach 90. XX w. rozpoczęły się prace nad rewitalizacją Kanału Bydgoskiego. W latach 1992–1996 odnowiono Stary Kanał Bydgoski z 3 śluzami, w 2005 wpisano Kanał i jego urządzenia hydrotechniczne do wojewódzkiego rejestru zabytków, w 2006 powstało Muzeum Kanału Bydgoskiego, a w latach 2008–2012 zaaranżowano na nowo otoczenie wschodniego nieczynnego odcinka Kanału. Na uwagę zasługują również działania środowiskowe. W latach 2006–2012 zlikwidowano zanieczyszczającą Kanał oczyszczalnię ścieków na Prądach oraz przeprowadzono bagrowanie osadów dennych w granicach miasta Bydgoszczy.

### Transport na Kanale Bydgoskim w latach 1774–1912

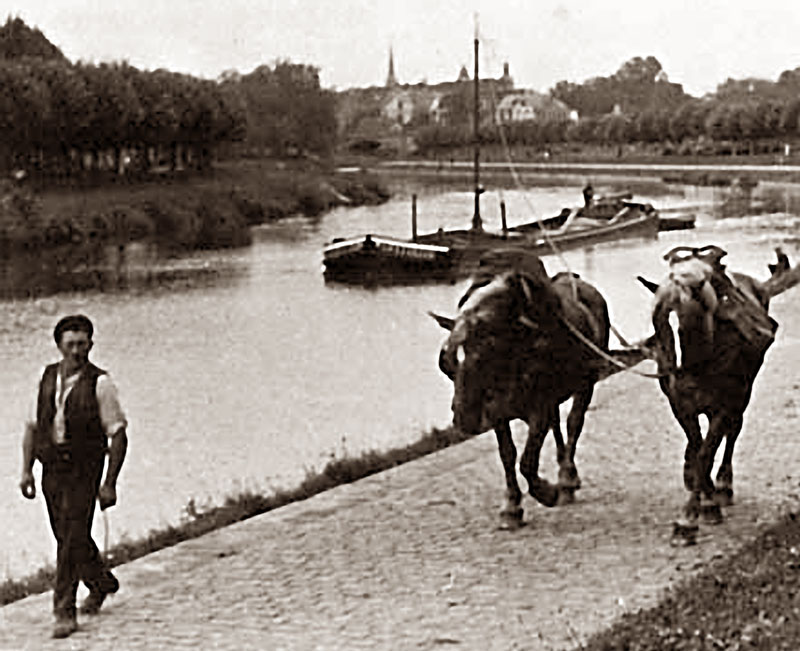
Ścieżka holownicza przy kanale – zaprzęg konny holujący barkę (~1880)

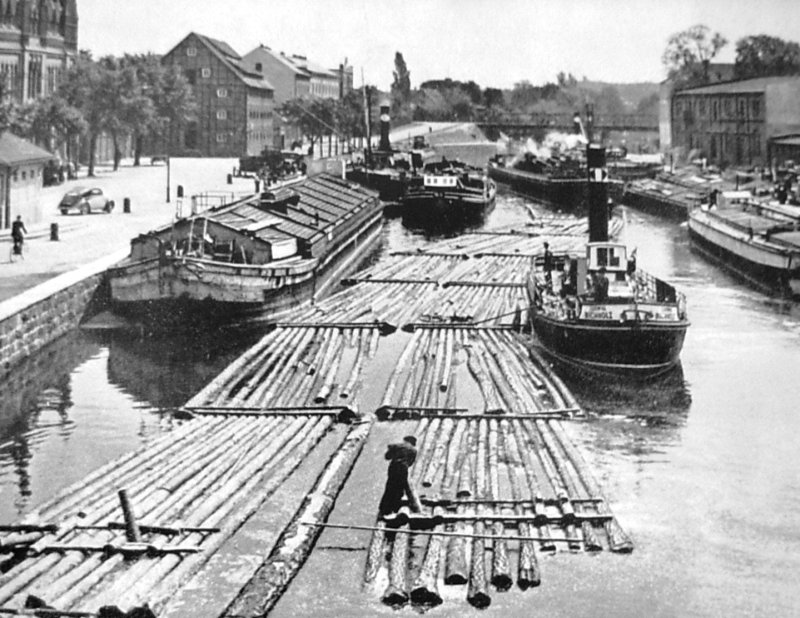
Barki i tratwy w centrum Bydgoszczy na początku XX wieku

Ruch na Kanale Bydgoskim rozpoczęły dwie łodzie z wapnem idące do Bydgoszczy w czerwcu 1774. Początkowo równorzędny był udział żeglugi (łodzi), jak i spławu (tratw). W latach 1818–1872 czterokrotnie wzrosła liczba łodzi i aż czterdziestokrotnie liczba tratw. Spław drewna w ogólnym ruchu na Kanale miał największy udział (80–85%) w latach 1870–1900. W zakresie żeglugi dominował ruch łodzi na zachód, co stanowiło ok. 60% w I połowie XIX wieku i 60–80% w latach 1872–1912. Natomiast spław tratw odbywał się niemal wyłącznie na zachód, do Berlina, Szczecina i centralnych Niemiec.
W końcu XVIII wieku tonaż łodzi wynosił do 30 ton. Pierwsza przebudowa Kanału na początku XIX wieku umożliwiła transport łodziami 200-tonowymi, ale władze pruskie w 1828 r. dopuściły tylko tonaż 40 ton. W końcu XIX wieku średnia pojemność łodzi transportowanych Kanałem Bydgoskim wynosiła 130 ton, a do 200 ton podniosła się w 1905. Jednakże wykorzystanie ładowności łodzi wynosiło średnio 74% z uwagi na niewielką głębokość tranzytową Kanału oraz Noteci i związane z tym niebezpieczeństwo osiadania na mieliznach. W 1885 r. pojawiły się na Kanale pierwsze parowce towarowe, które kursowały między Warszawą, Toruniem, Bydgoszczą, Gdańskiem i Elblągiem.
W I połowie XIX wieku z Bydgoszczy na zachód wywożono głównie zboże (52%) oraz drewno (7%), natomiast na wschód dominowały łodzie bez ładunku (39%), oraz załadowane kamieniami i wapnem (14%) i drewnem (7%). W latach 1872–1912 wśród ogółu łodzi 50% stanowiły jednostki nie załadowane towarami w ruchu na wschód i 31% w ruchu na zachód. W II połowie XIX wieku i początku XX średnio rocznie przywożono Kanałem Bydgoskim z zachodu 54 tys. ton towarów, a ekspediowano 470 tys. ton, z czego większość stanowiło drewno. W ruchu towarowym na zachód wagowy udział drewna sięgał 94%, przy czym po 1890 r. zaczął się zmniejszać. Inne towary stanowiły margines: zboże i mąka 3%, cegła 1%, węgiel, żelazo, cukier, płody rolne 2%. Natomiast z zachodu na wschód przywożono: cukier (33%), kruszywo (15%), towary kolonialne i urządzenia (11%), wapno i cement (9%), zboże (7%), drewno (7%), węgiel (3%), kawę (3%), żelazo (3%) i inne.
Spławiane Kanałem drewno pochodziło w większości z Królestwa Kongresowego (75%), ale również z Galicji (12%), Rosji (5%) i Borów Tucholskich (6%). Dominowało drewno sosnowe (84%), olchowe (7%), jodłowe (5%) i dębowe (4%). Spławiano je nie tylko w tratwach, ale również transportowano na barkach. Prawie cały transport drewna Kanałem Bydgoskim kierowany był do Niemiec środkowych: Berlina, Magdeburga, Hamburga, Drezna i ziem nad Łabą i Hawelą. Natomiast zboże transportowane Kanałem pochodziło w większości z Kujaw i Pałuk, transportowane za pośrednictwem Kanału Górnonoteckiego. Transporty te odbierały wielkie centra: na zachodzie Berlin, na północy (transport Wisłą) Gdańsk. Towary takie jak cukier, zboże, sól, czy sodę zwożono na barki za pośrednictwem sieci kolei wąskotorowych, rozbudowanych nad górną Notecią i Kanałem Bydgoskim (Kujawy, Pałuki, Krajna). Dostawy z Kujaw odbywały się ponadto flotyllą statków na jeziorach Gopło i Ostrowskie, transportujących towary Kanałem Górnonoteckim.
W latach, kiedy notowano największe przewozy na Kanale, tzn. 40-leciu 1870–1910 tonaż towarów ekspediowanych na zachód utrzymywał się na zbliżonym poziomie, podczas gdy pięciokrotnie wrósł transport na wschód. Największy udział w żegludze (nie licząc spławu drewna) na Kanale Bydgoskim miały towary pochodzące lub przeznaczone do Berlina (36,7 tys. t średnio rocznie w latach 1900–1912), Gdańska i Pomorza (34,3 tys. t), Prus Wschodnich (27,8 tys. t) oraz ziem nad Sprewą i Hawelą (20,8 tys. t).
Podstawowym środkiem transportu na Kanale była barka nazywana berlinką lub szkutą. Na ogół szkuta była własnością jednej rodziny i stanowiła dla niej nie tylko źródło utrzymania, lecz także miejsce zamieszkania. Do połowy XIX wieku berlinki były ciągnięte przez konie lub holowane przez same załogi przy pomocy lin. Korzystano również z usług furmanów, którzy za odpowiednią opłatą podciągali barki od śluzy do śluzy wzdłuż ścieżek holownicznych. Po wprowadzeniu parowców, co na Kanale Bydgoskim nastąpiło po 1856, rejs odbywał się w ten sposób, że kilka szkut łączyło się w pociąg, który ciągnął parowy holownik. Poza szkutami obsługiwanymi przez szyprów, drewno w postaci tratw, połączonych w „tafle” spławiali kanałem flisacy.
Transport Kanałem Bydgoskim:
| Lata      | Liczba łodzi [śr. rocznie] | Liczba tratw [śr. rocznie] | Liczba parowców [śr. rocznie] | Tonaż towarów [śr. rocznie] [tys. ton] |
| 1776–1780 | 574                        | 217                        |                               | ok. 3                                  |
| 1781–1790 | 834                        | 379                        |                               |                                        |
| 1818–1822 | 998                        | 800                        |                               |                                        |
| 1833–1837 | 1343                       | 1667                       |                               |                                        |
| 1848–1852 | 2600                       | 5660                       |                               |                                        |
| 1858–1862 | 3821                       | 11754                      |                               |                                        |
| 1868–1872 | 3602                       | 30628                      |                               | 484,6                                  |
| 1878–1882 | 2188                       | 38898                      |                               | 495,4                                  |
| 1888–1892 | 1294                       | 45752                      | 34                            | 529,3                                  |
| 1898–1902 | 2706                       | 36047                      | 65                            | 539,6                                  |
| 1908–1912 | 4039                       | 23674                      | 81                            | 531,6                                  |

Ruch na Kanale Bydgoskim względem innych dróg wodnych w Niemczech w 1910 r.:
| Droga wodna                             | Tonaż towarów [tys. ton] | Obroty handlowe miast na drogach wodnych śródlądowych [tys. ton] |
| Kanał Bydgoski                          | 617                      | 395                                                              |
| Gdańsk                                  | 706                      | 706                                                              |
| Wisła – na granicy niemiecko-rosyjskiej | 804                      |                                                                  |
| Królewiec                               | 861                      | 791                                                              |
| Odra – Szczecin                         | 3385                     | 3006                                                             |
| Odra – Wrocław                          | 3901                     | 1129                                                             |
| Sprewa – Berlin                         | 5155                     |                                                                  |

## Znaczenie Kanału Bydgoskiego

### Gospodarcze
Pierwszą rolą, jaką spełnił Kanał Bydgoski było zmeliorowanie i osuszenie nadnoteckich bagien, mokradeł i torfowisk, co korzystnie wpłynęło na rozwój rolnictwa. Jednak podstawowe znaczenie Kanału Bydgoskiego wynikało z połączenia dorzeczy Odry i Wisły. Aż do lat 80. XX wieku jako szlak komunikacyjny pełnił ważną rolę gospodarczą przyczyniając się przede wszystkim do rozwoju Bydgoszczy oraz Kujaw i Pałuk, umożliwiając poprzez Kanał Górnonotecki spław do Niemiec ziemiopłodów i bogactw naturalnych z tych terenów. Innymi regionami, jakie odniosły ewidentne korzyści z Kanału Bydgoskiego były dawne Prusy Wschodnie, Pomorze Zachodnie i Niemcy środkowe (Szczecin, Berlin, Brandenburgia, Hamburg), skąd importowano towary przemysłowe i kolonialne.
Największą korzyść przyniosło jednak sąsiedztwo kanału miastu Bydgoszczy, która stała się przestrzenią dla nowych inwestycji przemysłowych oraz dogodnego tranzytu. Efektem ożywienia gospodarczego były nowe fabryki, cegielnie i tartaki. W 1897 r. Bydgoszcz posiadała trzykrotnie większą liczbę zatrudnionych żeglugą i spławem, niż Gdańsk, a sześciokrotnie większą, niż Poznań. Początkowo miasto było składnicą zboża importowanego z Polski, a później dużym ośrodkiem handlu i przemysłu drzewnego. W latach 1873–1907 przez Bydgoszcz przepływało średnio rocznie 40 tys. tratw, które spławiano Kanałem Bydgoskim i Notecią do Berlina, Szczecina i Hamburga. Powszechnym elementem miejskiego pejzażu był widok barek, statków i tratw na kanale i Brdzie. Miasto było pośrednikiem w dostawie drewna i zboża ze wschodu oraz maszyn i wyrobów przemysłowych z zachodu.
Kanalizacja Brdy w 1879 i powstanie portu drzewnego doprowadziły do powstania w Brdyujściu portu rzecznego, siedziby wielkiego przedsiębiorstwa żeglugowego wraz ze stocznią i całym zespołem fabryk oraz tzw. wschodniej dzielnicy przemysłowej. Dostępne nabrzeża oraz intensywny ruch towarowy sprzyjał rozwojowi przedsiębiorstw handlowych i produkcyjnych w tym rejonie miasta. Rozwinął się zwłaszcza przemysł drzewny. W 1906 r. spławiano przez Brdyujście ok. 4,8 mln m³ tego towaru, co stanowiło aż 33% rocznego dowozu drewna do Niemiec. Nabrzeża na długości kilku kilometrów zajmowały liczne tartaki, zaś w okresie międzywojennym założono tu jedyną w kraju Giełdę Drzewną.
Kanał stosunkowo długo skutecznie konkurował z transportem kolejowym i samochodowym. Istotne zmniejszenie przewozów towarowych nastąpiło dopiero po 1965 r. Obecne wykorzystanie transportowe Kanału, jak i całej drogi wodnej Wisła-Odra jest niewielkie w stosunku do potencjalnych możliwości przepustowych i wynosi kilkaset tysięcy ton rocznie.

### Turystyczne

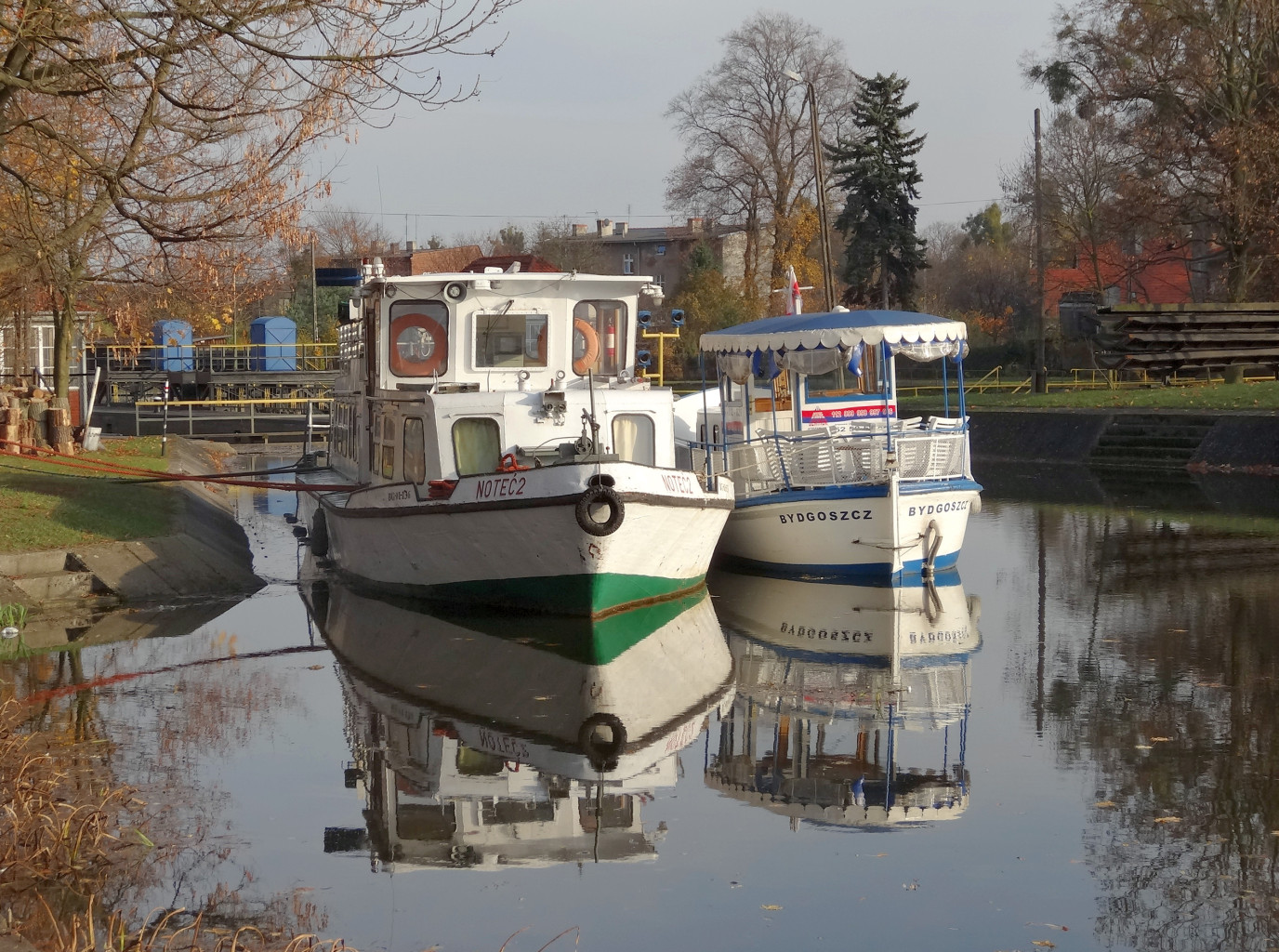
Jednostki na Kanale przy śluzie Czyżkówko

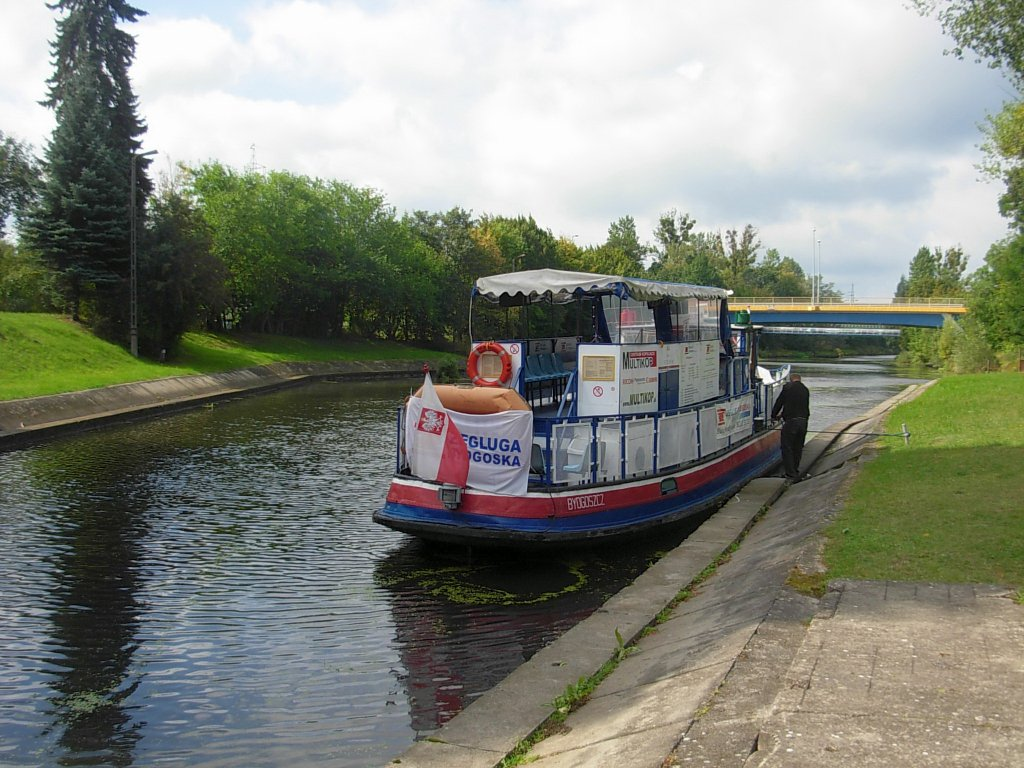
Bydgoski Tramwaj Wodny na Kanale Bydgoskim

Kanał Bydgoski był wykorzystywany dla przewozów turystycznych i pasażerskich od połowy XIX wieku. W okresie międzywojennym i powojennym kursowały statki turystyczne z Bydgoszczy do Nakła. Po krótkotrwałym załamaniu tych przewozów, znaczenie turystyczne drogi wodnej Wisła-Odra ponownie wzrosło począwszy od lat 90. XX wieku. Niektóre miejscowości rozpoczęły budowę infrastruktury turystycznej dla turystów – wodniaków np. Santok, Nakło nad Notecią, czy Bydgoszcz.
Atutami szlaku są walory przyrodnicze (większość obszaru znajduje się w sieci Natura 2000, są parki narodowe, krajobrazowe i rezerwaty przyrody), zabytkowe obiekty hydrotechniczne oraz zabytki architektury w mijanych miejscowościach. Droga wodna Wisła-Odra jest poza tym połączona z szeregiem dróg wodnych, które służą turystom: Lubuski Szlak Wodny, Wielka Pętla Wielkopolski, Pętla Kujawska, Odra, Warta, Brda, Dolna Wisła. W 2007 marszałkowie siedmiu województw leżących nad drogą E-70 podpisali porozumienie o współpracy przy rewitalizacji tej drogi wodnej.
W 2009 przy śluzie Czyżkówko oddano do użytku marinę Gwiazda ze stanowiskami dla ok. 15 jednostek pływających. Ma tu również swój przystanek końcowy Bydgoski Tramwaj Wodny (linia „Szlakiem Śluz”), pływający w sezonie z centrum miasta.
Od 2007 nad Starym Kanałem Bydgoskim corocznie odbywają się biegi maratońskie, w tym Nocny Maraton Kanału Bydgoskiego, w którym długość okrążenia wynosi 4,2195 km, czyli 1/10 dystansu maratonu.

## Muzeum Kanału Bydgoskiego
Muzeum otwarto 29 września 2006 w budynku na terenie III Liceum Ogólnokształcącego w Bydgoszczy (w sąsiedztwie starego odcinka kanału). Eksponuje ono pamiątki związane z Kanałem Bydgoskim i Bydgoskim Węzłem Wodnym.